# Llista d'ocells de Catalunya

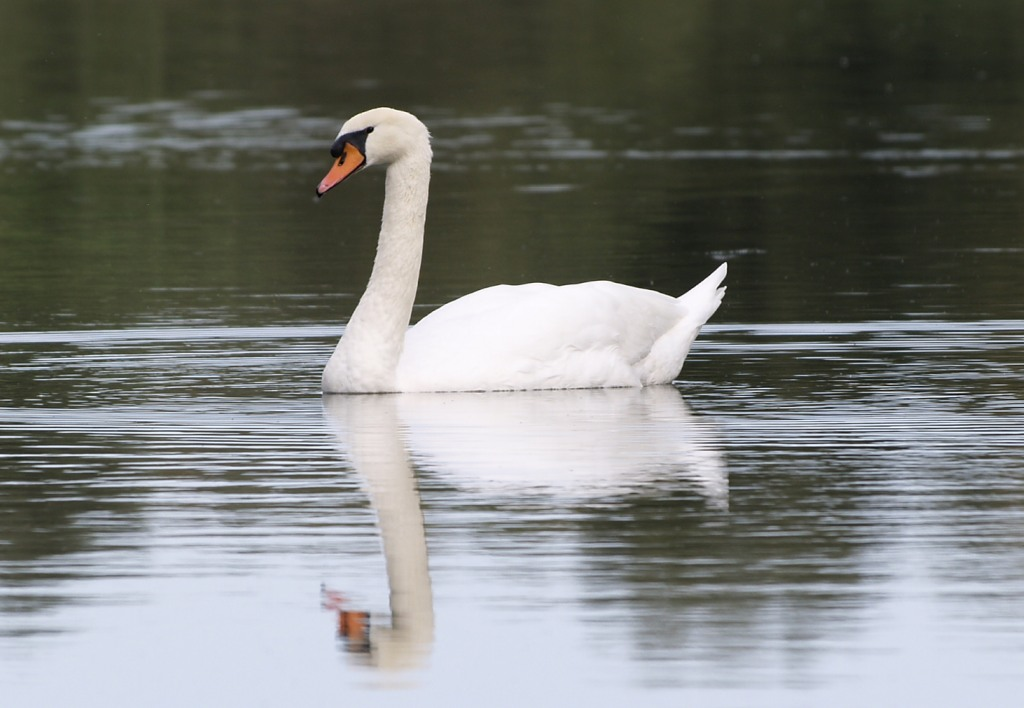
Cigne mut Cygnus olor al riu Segre prop de Montoliu de Lleida

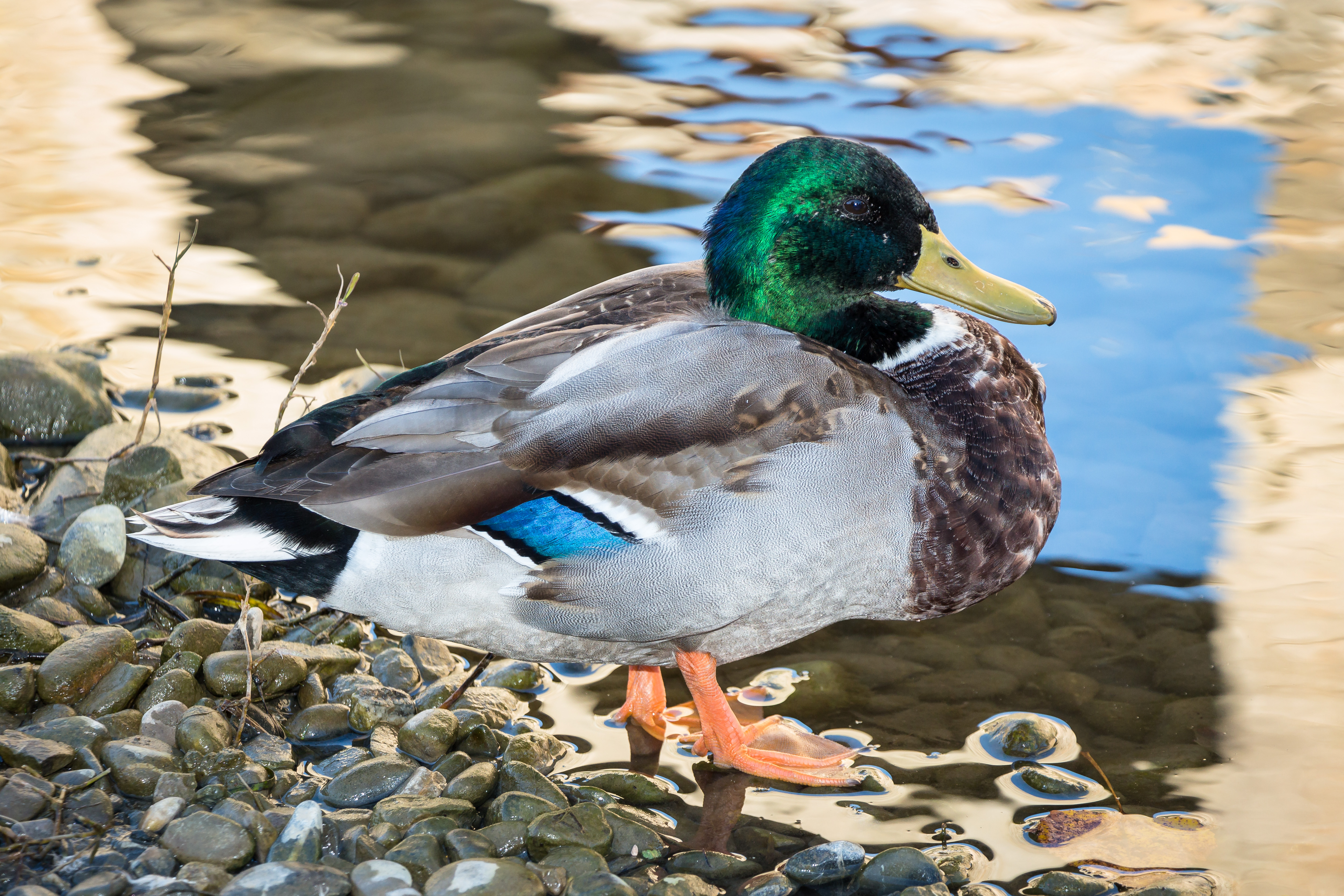
Ànec collverd (Anas platyrhynchos) al riu Fluvià al seu pas per Besalú

Llista d'ocells de Catalunya d'acord amb la llista patró del Comitè Avifaunístic de Catalunya. Inclou les espècies observades com a mínim un cop en estat aparentment natural després de l'any 1800, i les espècies introduïdes que han establert poblacions reproductores que es mantenen per si soles.
S'indiquen les subespècies observades per cada espècie. Les espècies de les que no s'indica la subespècie són monotípiques (o sigui, no tenen subespècies descrites).
Els ocells s'ordenen per ordre i família.

## Anseriformes

### Anatidae
- Cigne mut (Cygnus olor)
- Cigne petit (Cygnus columbianus bewickii)
- Cigne cantaire (Cygnus cygnus)
- Oca pradenca (Anser fabalis fabalis)
- Oca riallera grossa (Anser albifrons albifrons)
- Oca vulgar (Anser anser anser)
- Oca del Canadà (Branta canadensis ssp.)
- Oca de galta blanca (Branta leucopsis)
- Oca de collar (Branta bernicla bernicla)
- Ànec canyella (Tadorna ferruginea)
- Ànec blanc (Tadorna tadorna)
- Ànec mandarí (Aix galericulata)
- Ànec xiulador (Anas penelope)
- Ànec griset (Anas strepera strepera)
- Xarxet comú (Anas crecca crecca)
- Xarxet americà (Anas carolinensis)
- Ànec collverd (Anas platyrhynchos platyrhynchos)
- Ànec cuallarg (Anas acuta acuta)
- Xarrasclet (Anas querquedula)
- Xarxet alablau (Anas discors)
- Ànec cullerot (Anas clypeata)
- Xarxet marbrenc (Marmaronetta angustirostris)
- Xibec (Netta rufina)
- Morell cap-roig (Aythya ferina)
- Morell de collar (Aythya collaris)
- Morell xocolater (Aythya nyroca)
- Morell de plomall (Aythya fuligula)
- Èider (Somateria mollissima mollissima)
- Ànec glacial (Clangula hyemalis)
- Ànec negre (Melanitta nigra nigra)
- Ànec fosc (Melanitta fusca fusca)
- Morell d'ulls grocs (Bucephala clangula clangula)
- Bec de serra petit (Mergus albellus)
- Bec de serra mitjà (Mergus serrator)
- Bec de serra gros (Mergus merganser merganser)
- Ànec de Jamaica (Oxyura jamaicensis jamaicensis)
- Ànec capblanc (Oxyura leucocephala)

## Galliformes

### Tetraonidae

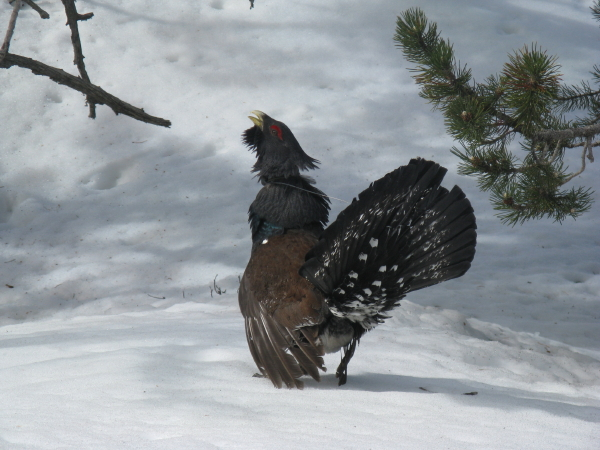
Gall fer (Tetrao urogallus) al Parc Nacional d'Aigüestortes

- Perdiu blanca (Lagopus muta pyrenaica)
- Gall fer (Tetrao urogallus aquitanicus)

### Phasianidae
- Perdiu roja (Alectoris rufa ssp.)
- Perdiu xerra (Perdix perdix hispaniensis)
- Guatlla (Coturnix coturnix coturnix)
- Faisà (Phasianus colchicus ssp.)

## Gaviformes

### Gaviidae
- Calàbria petita (Gavia stellata)
- Calàbria agulla (Gavia arctica arctica)
- Calàbria grossa (Gavia immer)

## Podicipediformes

### Podicipedidae

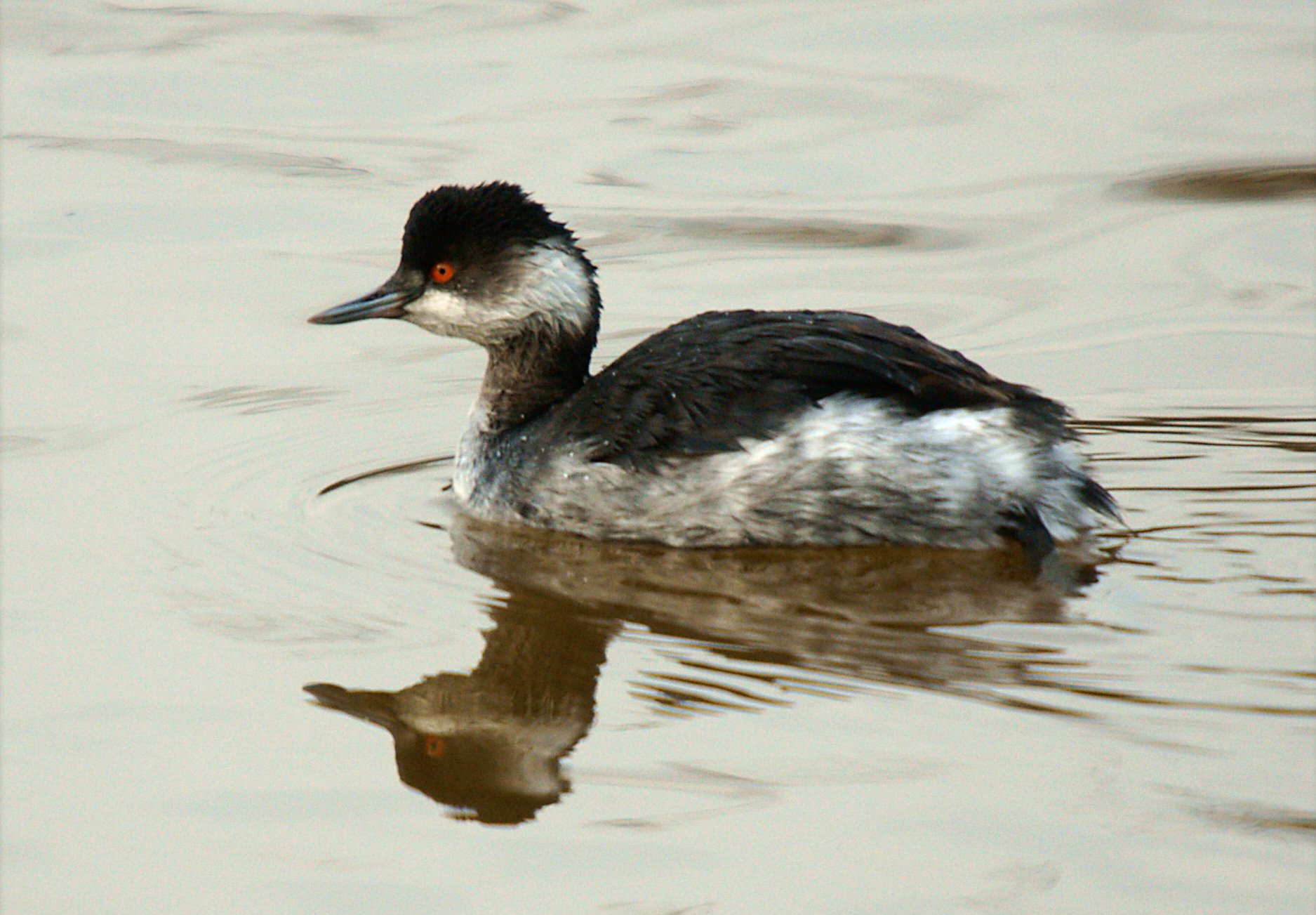
Cabussó collnegre (Podiceps nigricollis) a Viladecans, al delta del Llobregat

- Cabusset (Tachybaptus ruficollis ruficollis)
- Cabussó emplomallat (Podiceps cristatus cristatus)
- Cabussó gris (Podiceps grisegena grisegena)
- Cabussó orellut (Podiceps auritus)
- Cabussó collnegre (Podiceps nigricollis nigricollis)

## Procellariiformes

### Procellariidae
- Baldriga cendrosa (Calonectris diomedea diomedea)
- Baldriga capnegra (Puffinus gravis)
- Baldriga grisa (Puffinus griseus)
- Baldriga balear (Puffinus mauretanicus)
- Baldriga mediterrània (Puffinus yelkouan)

### Hydrobatidae
- Ocell de tempesta (Hydrobates pelagicus)

## Pelecaniformes

### Sulidae
- Mascarell (Morus bassanus)

### Phalacrocoracidae
- Corb marí gros (Phalacrocorax carbo sinensis)
- Corb marí emplomallat (Phalacrocorax aristotelis desmarestii)
- Corb marí pigmeu (Phalacrocorax pygmeus)

### Pelecanidae
- Pelicà vulgar (Pelecanus onocrotalus)

## Ciconiiformes

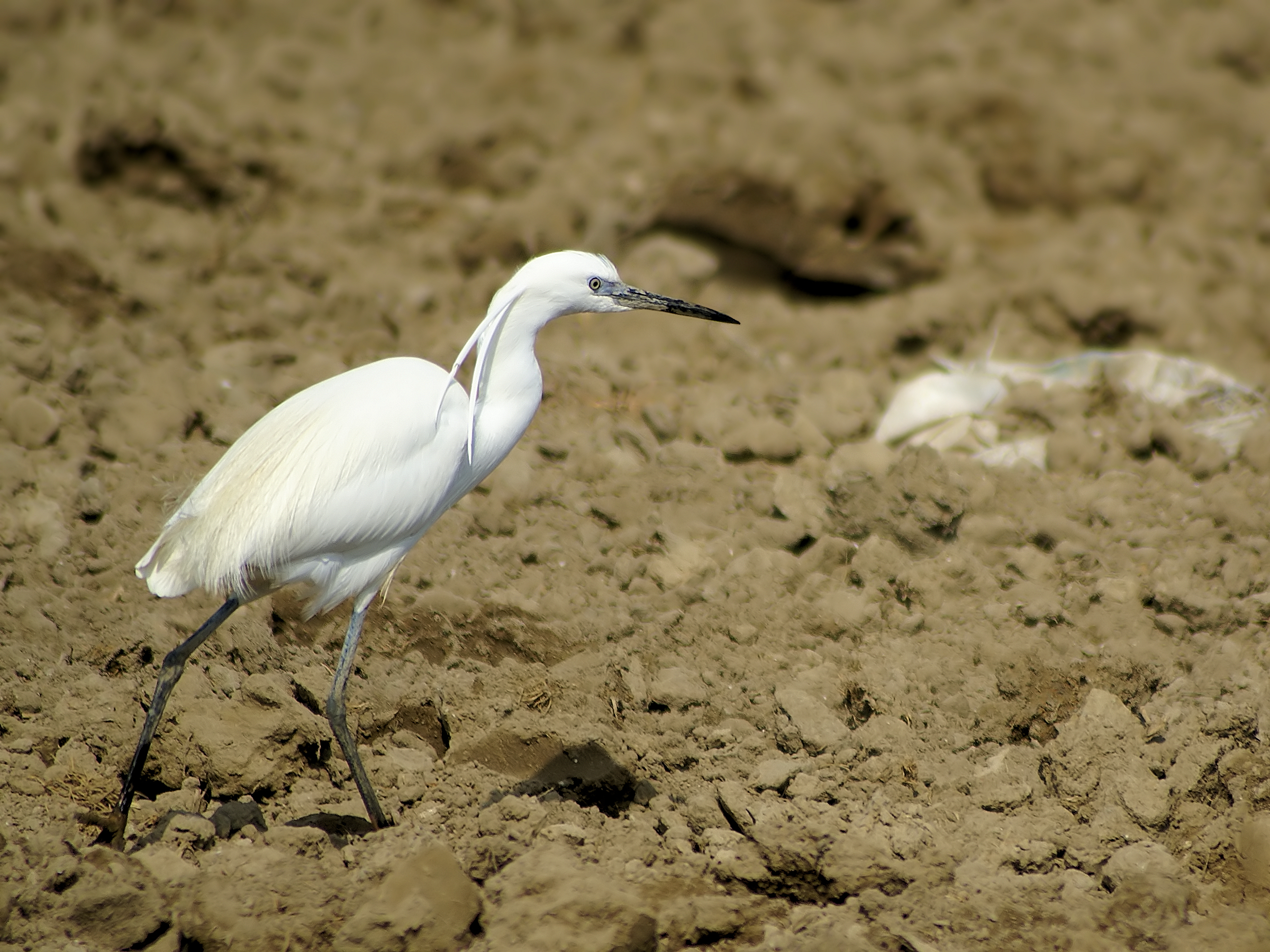
Martinet blanc prop de Camarles (Baix Ebre)

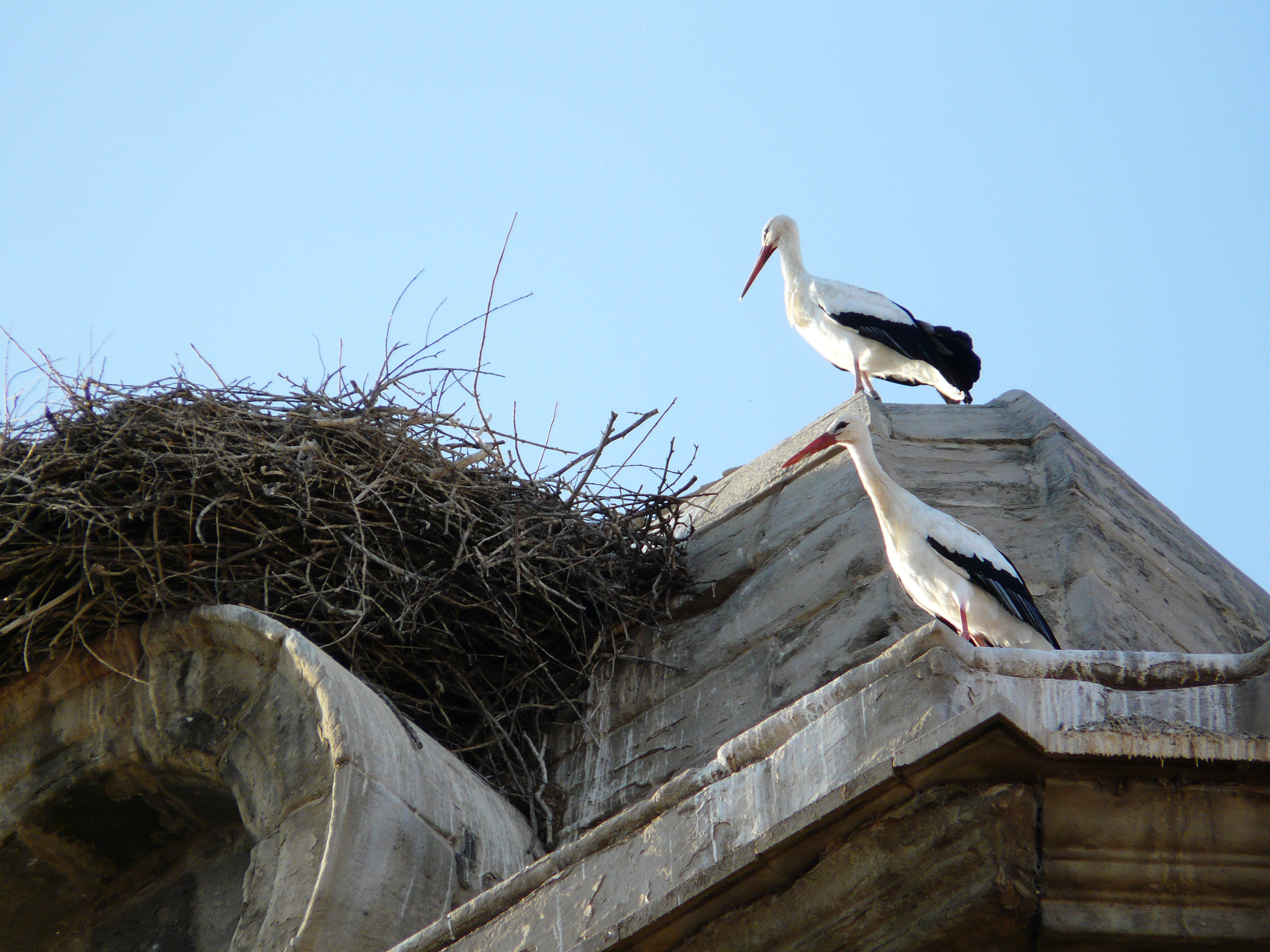
Cigonyes (Ciconia ciconia) a la Seu Nova de Lleida

### Ardeidae
- Bitó comú (Botaurus stellaris stellaris)
- Bitó americà (Botaurus lentiginosus)
- Martinet menut (Ixobrychus minutus minutus)
- Martinet de nit (Nycticorax nycticorax nycticorax)
- Martinet ros (Ardeola ralloides)
- Esplugabous (Bubulcus ibis ibis)
- Martinet dels esculls (Egretta gularis gularis)
- Martinet blanc (Egretta garzetta garzetta)
- Agró blanc (Casmerodius albus albus)
- Bernat pescaire (Ardea cinerea cinerea)
- Agró roig (Ardea purpurea purpurea)

### Ciconiidae
- Cigonya negra (Ciconia nigra)
- Cigonya blanca (Ciconia ciconia ciconia)

### Threskiornithidae
- Capó reial (Plegadis falcinellus falcinellus)
- Becplaner (Platalea leucorodia leucorodia)

## Phoenicopteriformes

### Phoenicopteridae
- Flamenc (Phoenicopterus roseus)

## Falconiformes

### Accipitridae
- Aligot vesper (Pernis apivorus)

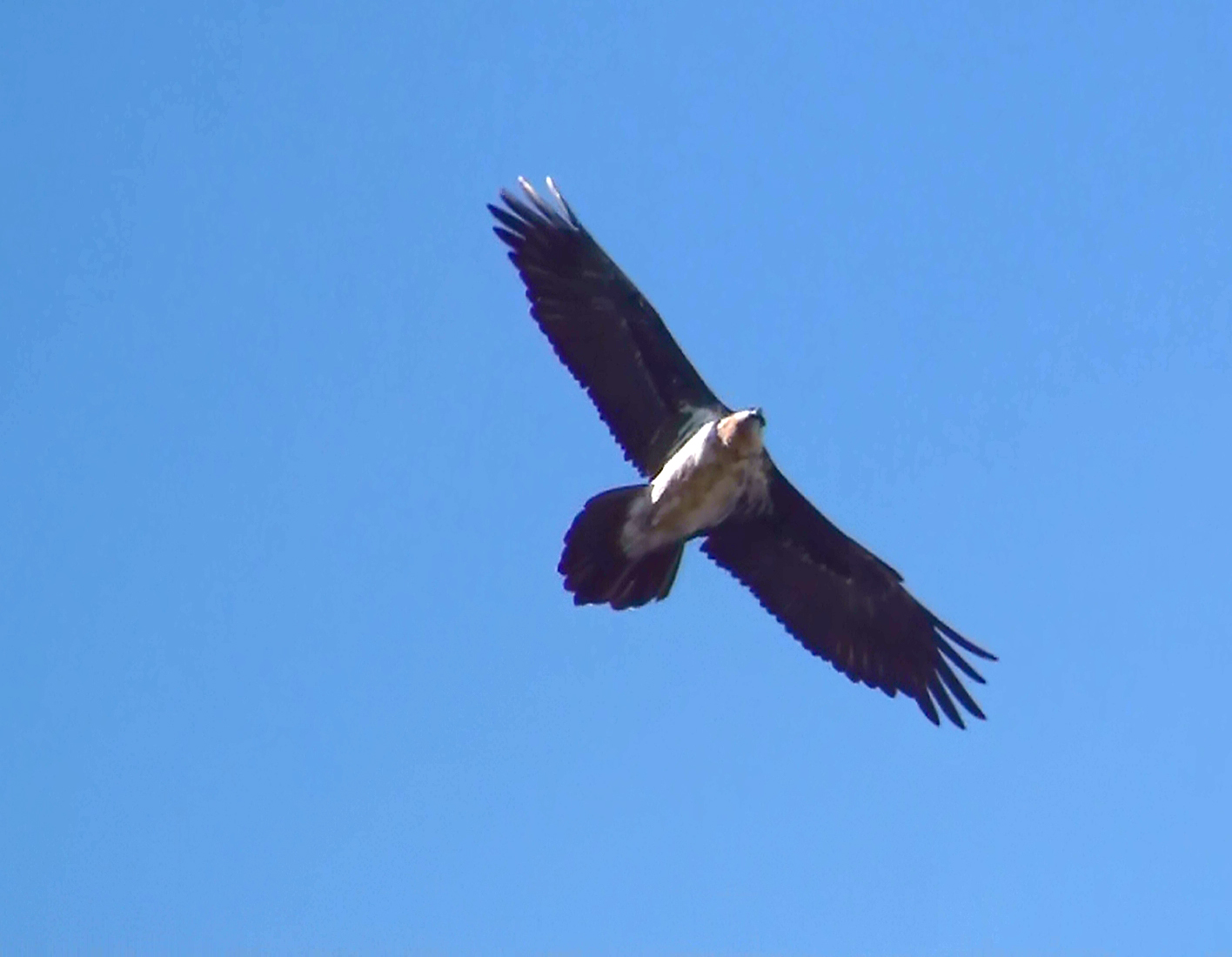
Trencalòs (Gypaetus barbatus) al Prepirineu

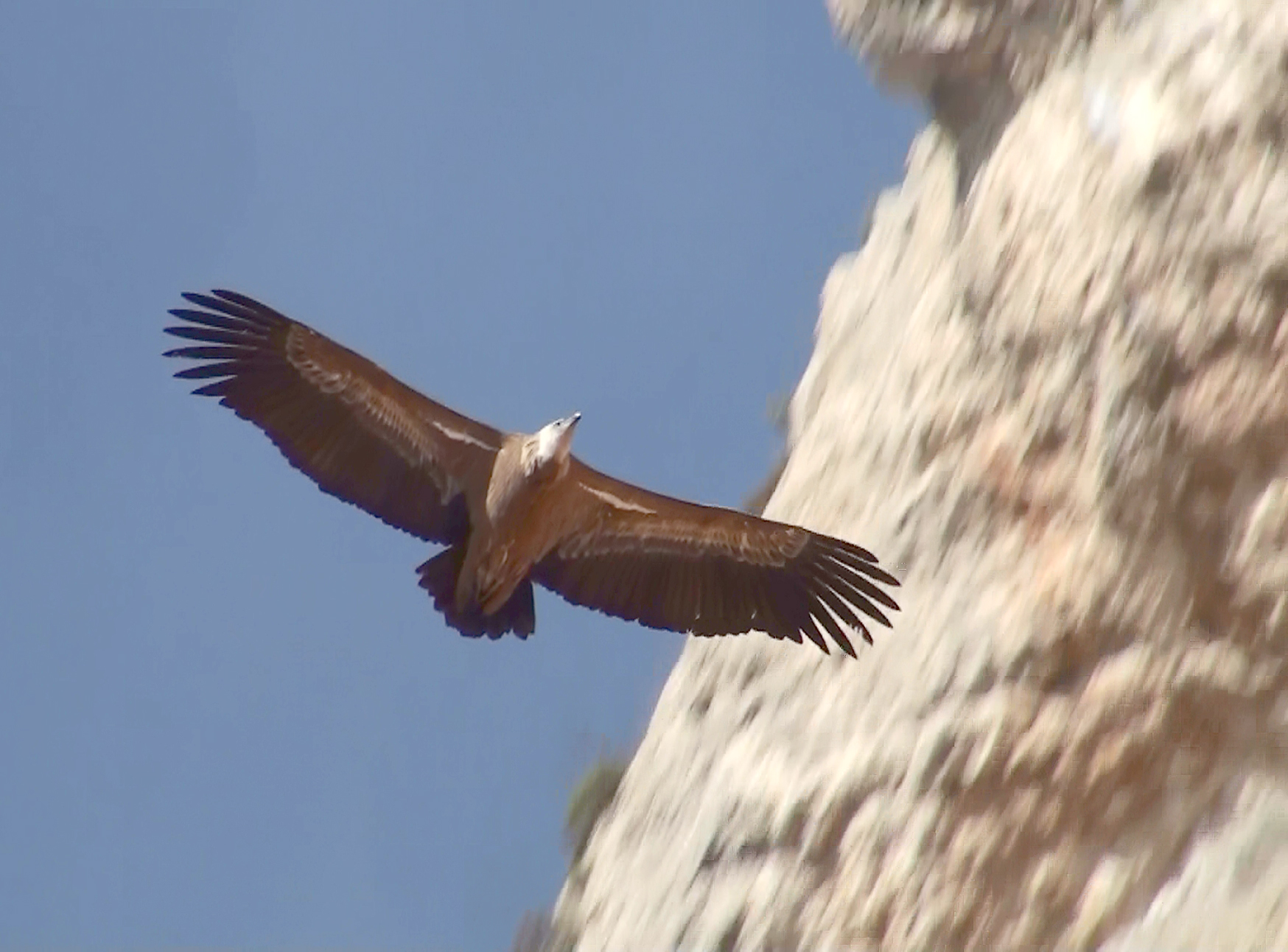
Voltor comú (Gyps fulvus) a la Serra del Montsec

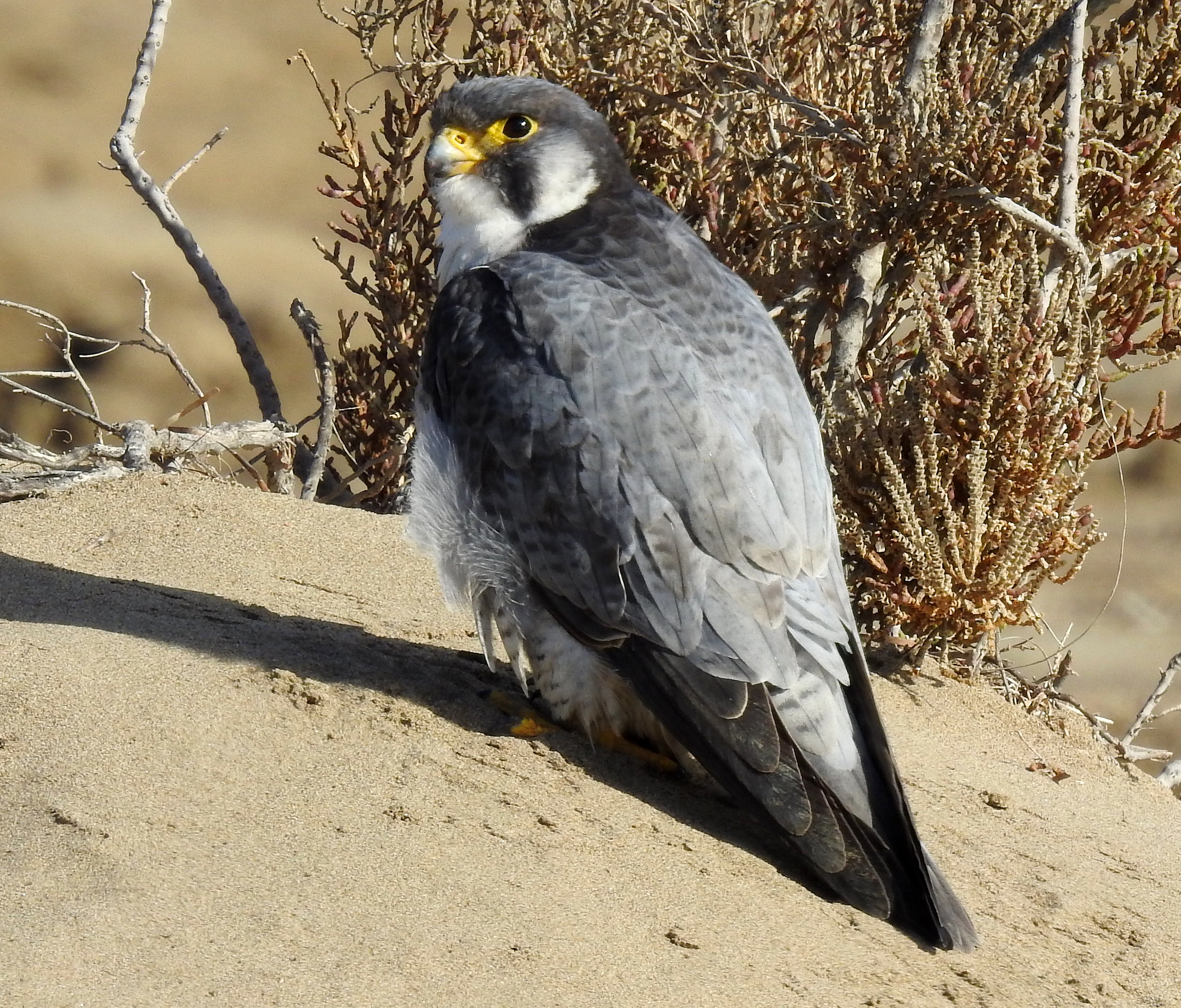
Falcó pelegrí al delta de l'Ebre

- Esparver d'espatlles negres (Elanus caeruleus caeruleus)
- Milà negre (Milvus migrans migrans)
- Milà reial (Milvus milvus milvus)
- Trencalòs (Gypaetus barbatus aureus)
- Aufrany (Neophron percnopterus percnopterus)
- Voltor comú (Gyps fulvus fulvus)
- Àguila marcenca (Circaetus gallicus)
- Arpella vulgar (Circus aeruginosus aeruginosus)
- Arpella pàl·lida (Circus cyaneus cyaneus)
- Arpella pàl·lida russa (Circus macrourus)
- Esparver cendrós (Circus pygargus)
- Astor (Accipiter gentilis gentilis)
- Esparver vulgar (Accipiter nisus nisus)
- Aligot comú (Buteo buteo buteo)
- Aligot rogenc (Buteo rufinus ssp.)
- Aligot calçat (Buteo lagopus lagopus)
- Àguila cridanera (Aquila clanga)
- Àguila imperial oriental (Aquila heliaca)
- Àguila daurada (Aquila chrysaetos chrysaetos)
- Àguila daurada (Aquila chrysaetos homeyeri)
- Àguila calçada (Hieraaetus pennatus)
- Àguila cuabarrada (Hieraaetus fasciatus fasciatus)

### Pandionidae
- Àguila pescadora (Pandion haliaetus haliaetus)

### Falconidae
- Xoriguer petit (Falco naumanni)
- Xoriguer comú (Falco tinnunculus tinnunculus)
- Falcó cama-roig (Falco vespertinus)
- Esmerla (Falco columbarius aesalon)
- Falcó mostatxut (Falco subbuteo subbuteo)
- Falcó de la reina (Falco eleonorae)
- Falcó llaner (Falco biarmicus erlangeri)
- Falcó pelegrí (Falco peregrinus peregrinus)
- Falcó pelegrí (Falco peregrinus calidus)
- Falcó pelegrí (Falco peregrinus brookei)

## Gruiformes

### Rallidae

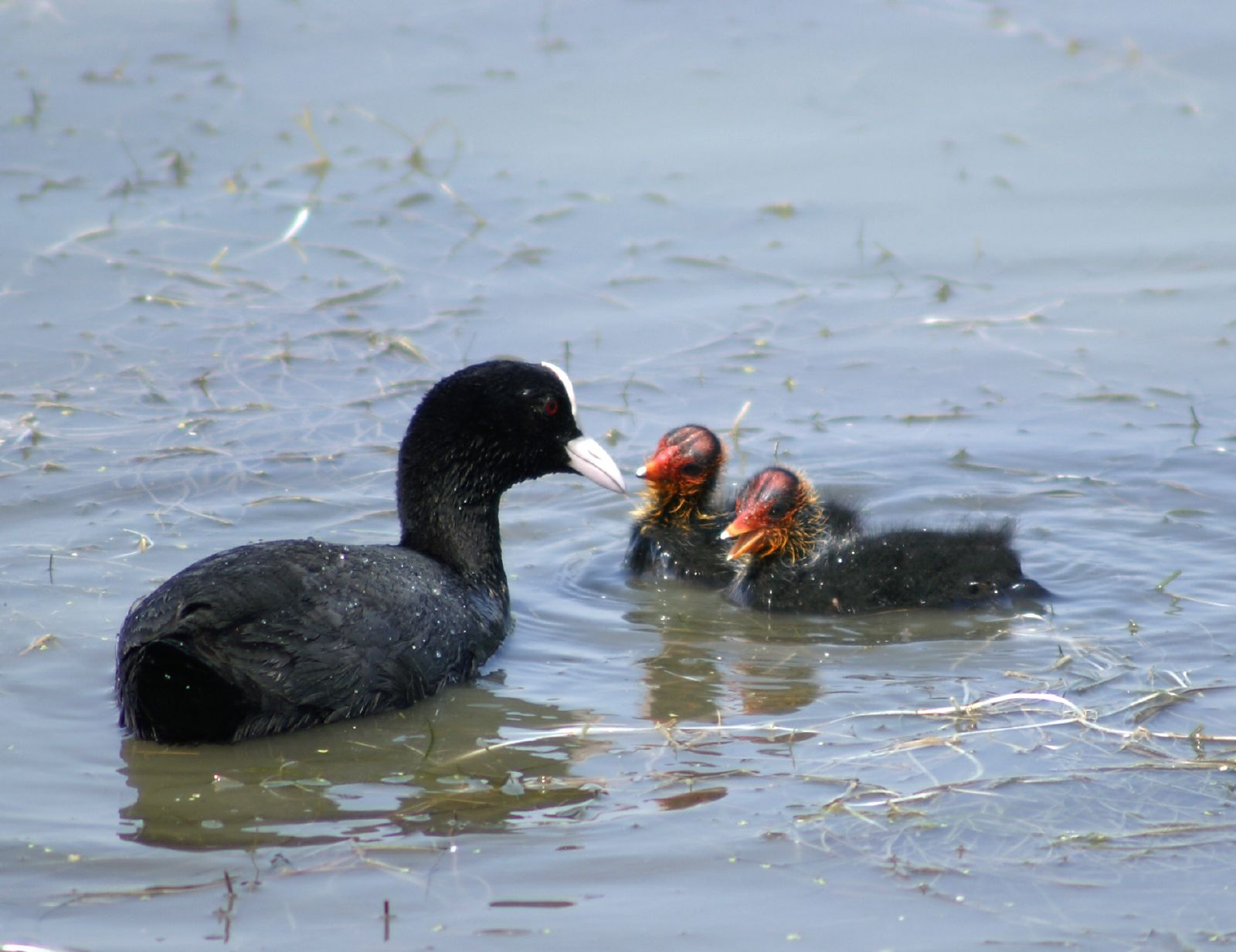
Fotja comuna (Fulica atra) amb pollets al delta del Llobregat

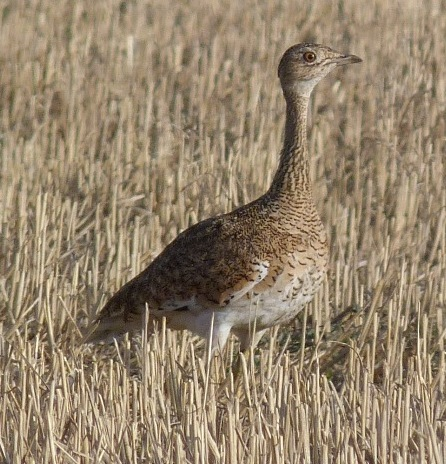
Sisó comú (Tetrax tetrax) femella prop de Tàrrega

- Rascló (Rallus aquaticus aquaticus)
- Polla pintada (Porzana porzana)
- Rascletó (Porzana parva)
- Rasclet (Porzana pusilla intermedia)
- Guatlla maresa (Crex crex)
- Polla d'aigua (Gallinula chloropus chloropus)
- Polla blava (Porphyrio porphyrio porphyrio)
- Fotja vulgar (Fulica atra atra)
- Fotja banyuda (Fulica cristata)

### Gruidae
- Grua (Grus grus grus)

### Otididae
- Sisó (Tetrax tetrax)

## Charadriiformes

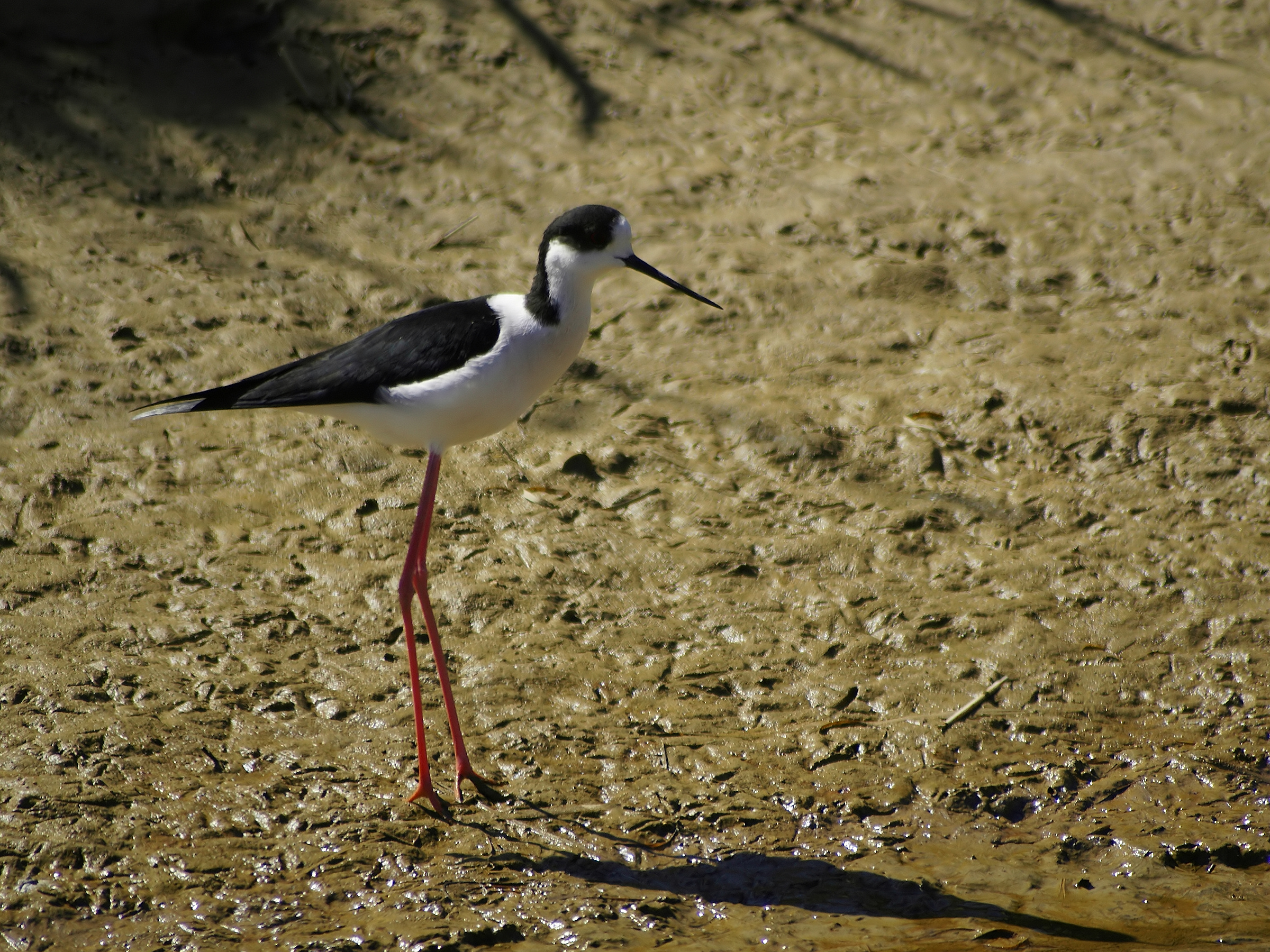
Cames llargues mascle prop de Camarles (Baix Ebre)

### Haematopodidae
- Garsa de mar (Haematopus ostralegus ostralegus)

### Recurvirostridae
- Cames llargues (Himantopus himantopus himantopus)
- Bec d'alena (Recurvirostra avosetta)

### Burhinidae
- Torlit (Burhinus oedicnemus oedicnemus)

### Glareolidae

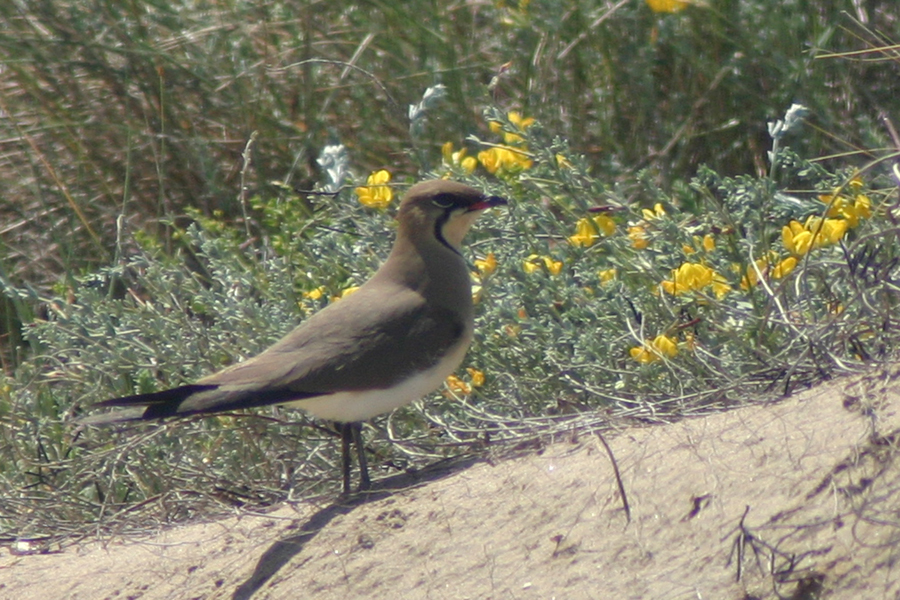
Perdiu de mar a les dunes del delta de l'Ebre

- Perdiu de mar (Glareola pratincola pratincola)

### Charadriidae

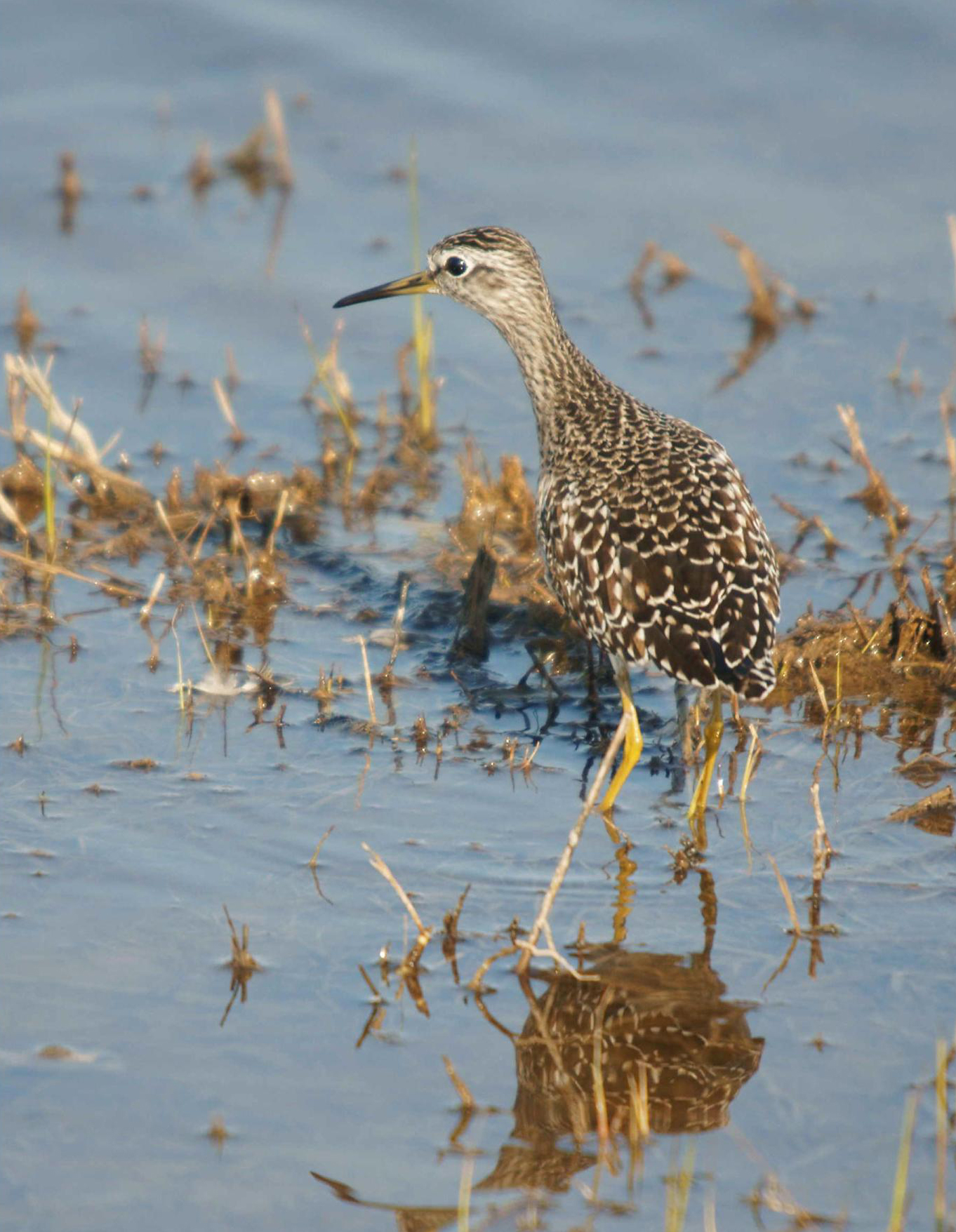
Valona (Tringa glareola) al delta del Llobregat

- Corriol petit (Charadrius dubius curonicus)
- Corriol gros (Charadrius hiaticula hiaticula)
- Corriol camanegre (Charadrius alexandrinus alexandrinus)
- Corriol de Leschenault (Charadrius leschenaultii columbinus)
- Corriol pit-roig (Charadrius morinellus)
- Daurada petita americana (Pluvialis dominica)
- Daurada petita del Pacífic (Pluvialis fulva)
- Daurada grossa (Pluvialis apricaria)
- Pigre gris (Pluvialis squatarola)
- Fredeluga gregària (Vanellus gregarius)
- Fredeluga (Vanellus vanellus)
- Territ de Bering (Calidris tenuirostris)
- Territ gros (Calidris canutus canutus)
- Territ de tres dits (Calidris alba)
- Territ semipalmat (Calidris pusilla)
- Territ menut (Calidris minuta)
- Territ de Temminck (Calidris temminckii)
- Territ menut canadenc (Calidris minutilla)
- Territ cuablanc (Calidris fuscicollis)
- Territ pectoral (Calidris melanotos)
- Territ becllarg (Calidris ferruginea)
- Territ fosc (Calidris maritima)
- Territ variant (Calidris alpina schinzii)
- Territ variant (Calidris alpina alpina)
- Territ becadell (Limicola falcinellus falcinellus)
- Territ rogenc (Tryngites subruficollis)
- Batallaire (Philomachus pugnax)
- Becadell sord (Lymnocryptes minimus)
- Becadell comú (Gallinago gallinago gallinago)
- Becadell gros (Gallinago media)
- Tetolet becllarg (Limnodromus scolopaceus)
- Becada (Scolopax rusticola)
- Tètol cuanegre (Limosa limosa limosa)
- Tètol cuabarrat (Limosa lapponica lapponica)
- Pòlit cantaire (Numenius phaeopus phaeopus)
- Becut (Numenius arquata arquata)
- Gamba roja pintada (Tringa erythropus)
- Gamba roja vulgar (Tringa totanus totanus)
- Siseta (Tringa stagnatilis)
- Gamba verda (Tringa nebularia)
- Gamba groga petita (Tringa flavipes)
- Xivita (Tringa ochropus)
- Valona (Tringa glareola)
- Siseta cendrosa (Xenus cinereus)
- Xivitona vulgar (Actitis hypoleucos)
- Xivitona maculada (Actitis macularius)
- Remena-rocs (Arenaria interpres interpres)
- Escuraflascons de Wilson (Phalaropus tricolor)
- Escuraflascons becfí (Phalaropus lobatus)

### Stercorariidae
- Paràsit cuaample (Stercorarius pomarinus)
- Paràsit cuapunxegut (Stercorarius parasiticus)
- Paràsit cuallarg (Stercorarius longicaudus longicaudus)
- Paràsit gros (Stercorarius skua skua)

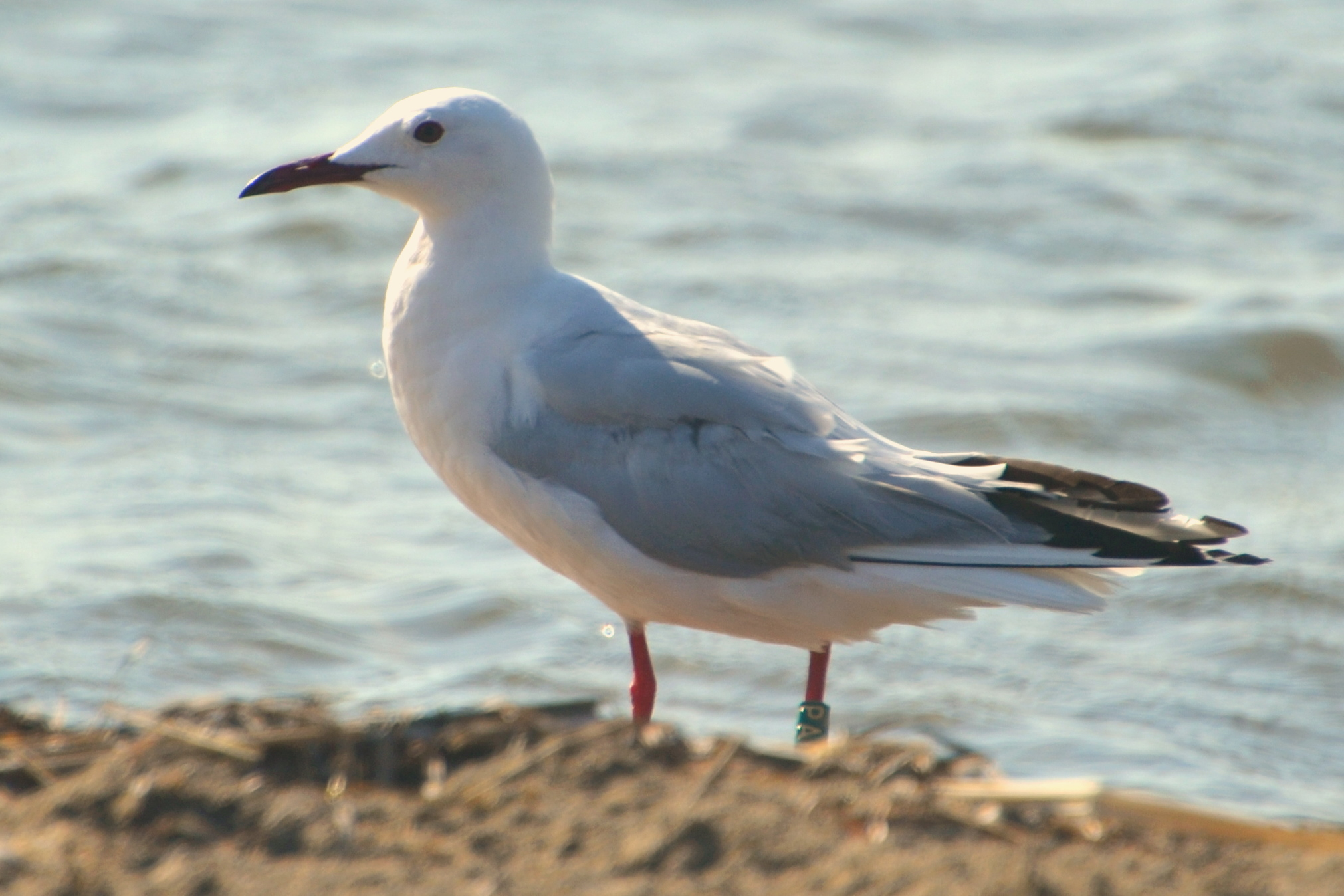
Gavina capblanca (Larus genei) a Barcelona

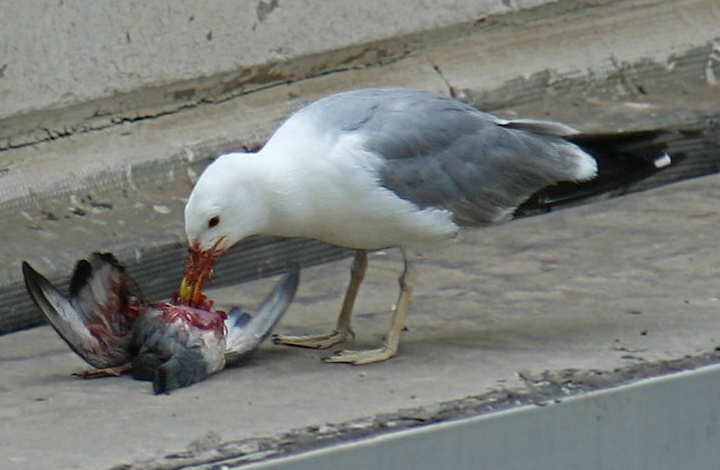
Gavià argentat (Larus michahellis michahellis) menjant-se un colom (Columba livia livia) a l'Hospitalet de Llobregat

### Laridae
- Gavina capnegra (Larus melanocephalus)
- Gavina capnegra americana (Larus atricilla ssp.)
- Gavina de Franklin (Larus pipixcan)
- Gavina menuda (Larus minutus)
- Gavineta cuaforcada (Larus sabini)
- Gavina vulgar (Larus ridibundus)
- Gavina capblanca (Larus genei)
- Gavina corsa (Larus audouinii)
- Gavina de Delaware (Larus delawarensis)
- Gavina cendrosa (Larus canus canus)
- Gavià fosc (Larus fuscus graellsii)
- Gavià fosc (Larus fuscus intermedius)
- Gavià argentat de potes roses (Larus argentatus argentatus)
- Gavià argentat (Larus michahellis michahellis)
- Gavinot (Larus marinus)
- Gavineta de tres dits (Rissa tridactyla tridactyla)

### Sternidae
- Curroc (Sterna nilotica nilotica)
- Xatrac gros (Sterna caspia)

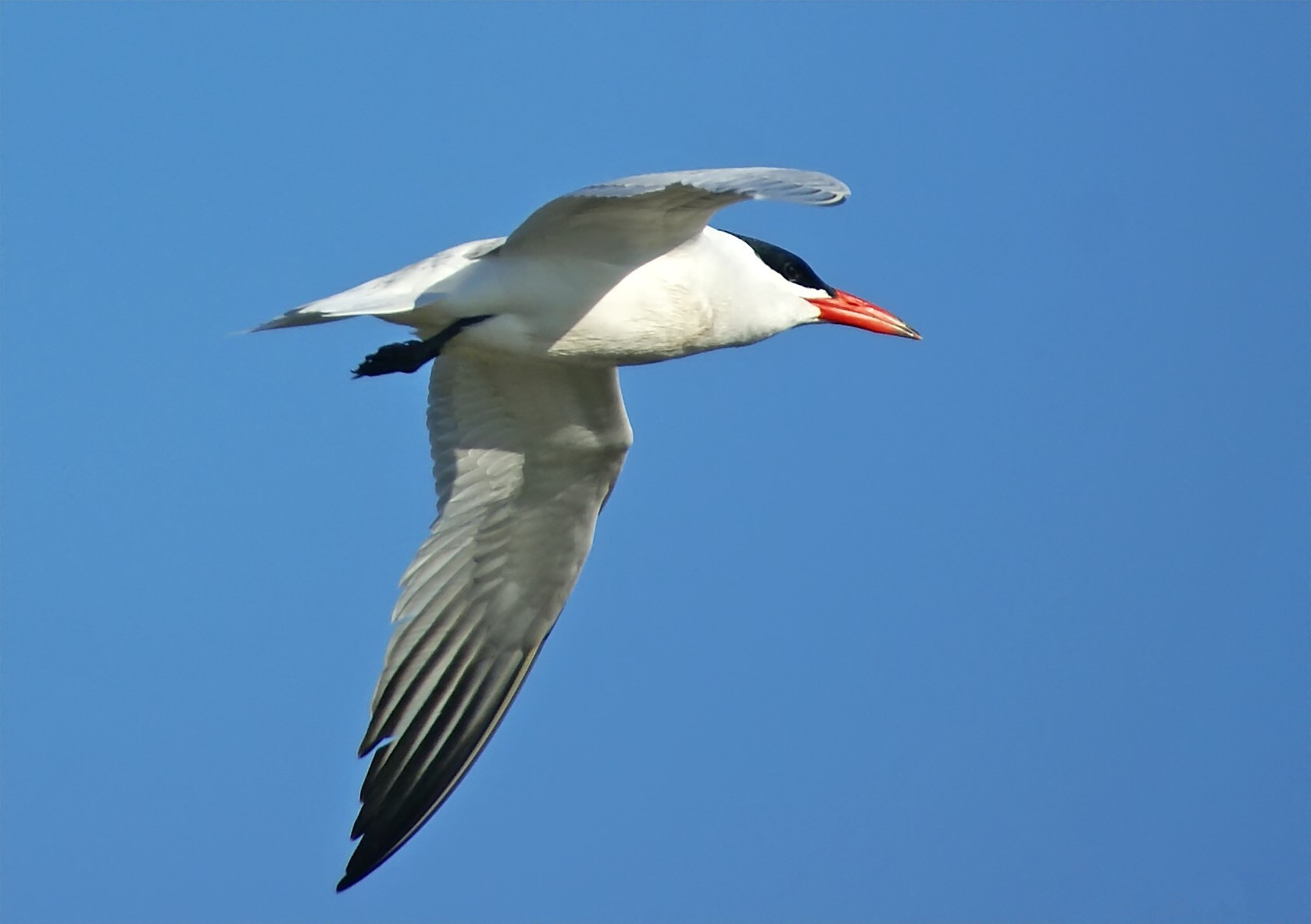
Xatrac gros (Sterna caspia) al delta del Llobregat

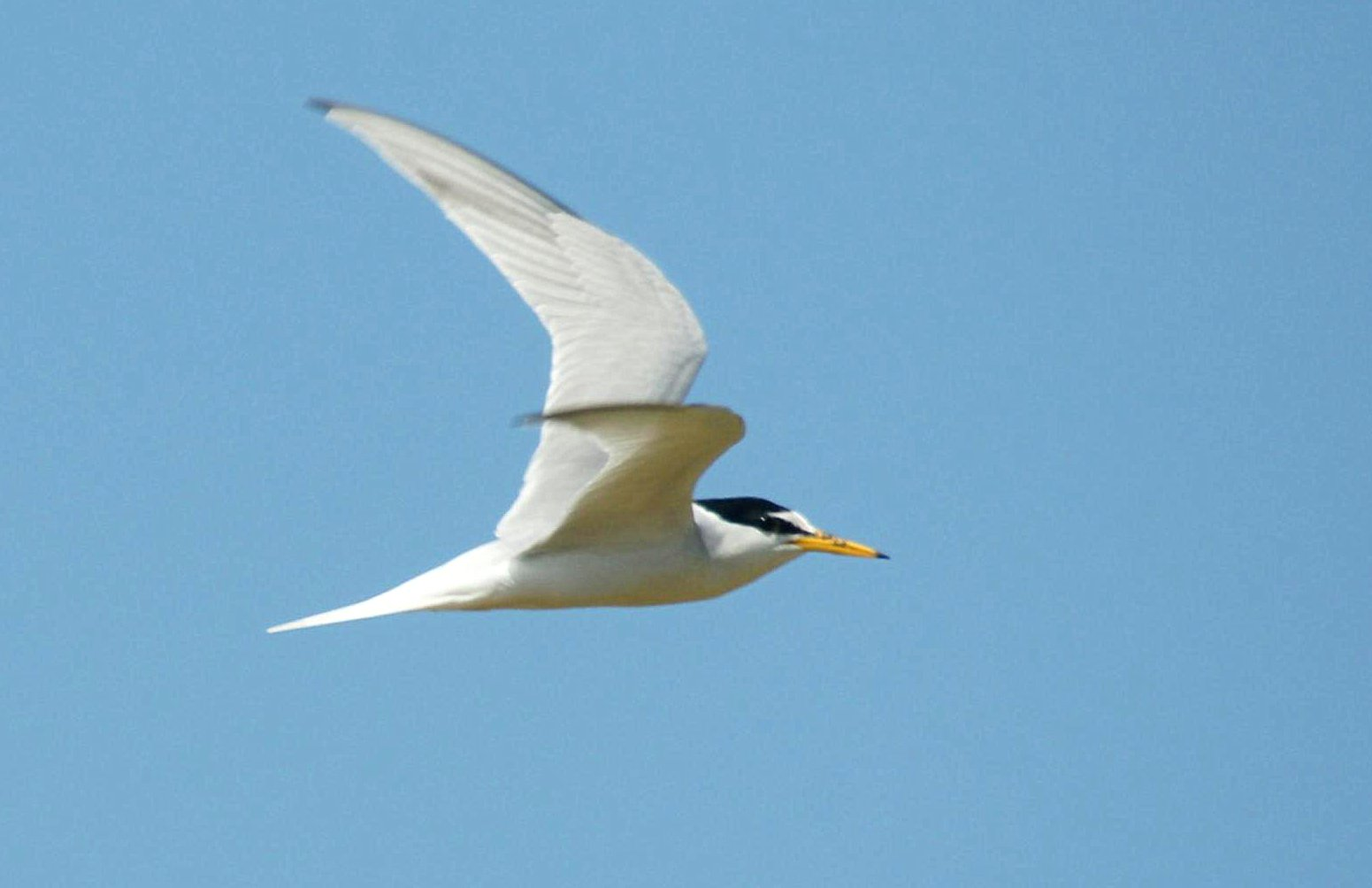
Xatrac menut (Sterna albifrons) a Barcelona

- Xatrac reial (Sterna maxima maxima)
- Xatrac bengalí (Sterna bengalensis torresii)
- Xatrac becllarg (Sterna sandvicensis sandvicensis)
- Xatrac elegant (Sterna elegans)
- Xatrac rosat (Sterna dougallii ssp.)
- Xatrac comú (Sterna hirundo hirundo)
- Xatrac fosc (Sterna fuscata ssp.)
- Xatrac menut (Sterna albifrons albifrons)
- Fumarell carablanc (Chlidonias hybrida hybrida)
- Fumarell negre (Chlidonias niger niger)
- Fumarell alablanc (Chlidonias leucopterus)

### Alcidae
- Somorgollaire (Uria aalge albionis)
- Gavot (Alca torda islandica)
- Gavotí (Alle alle ssp.)
- Fraret (Fratercula arctica grabae)

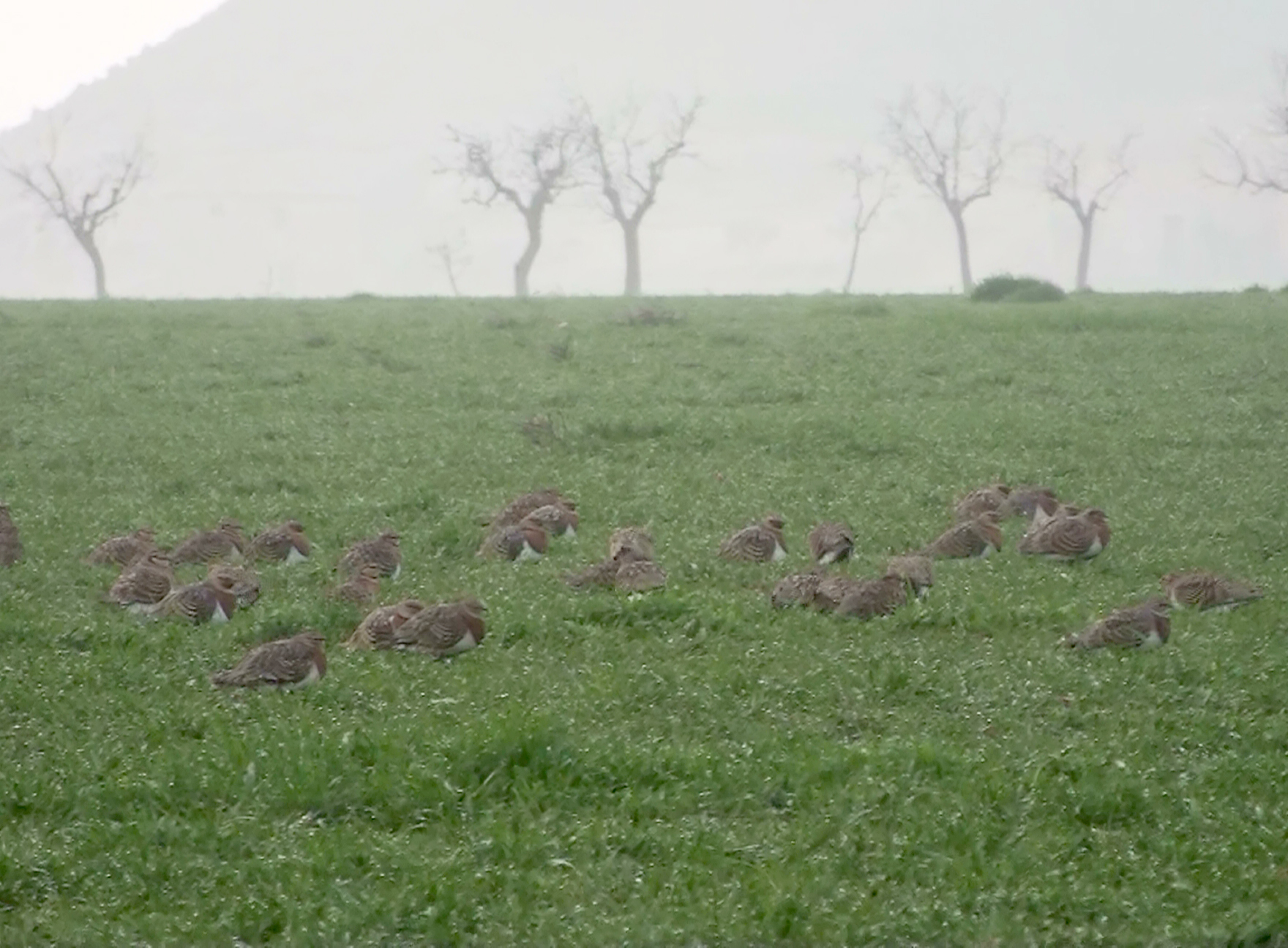
Gangues (Pterocles alchata) en uns secans prop de Lleida

## Pteroclidiformes

### Pteroclidae
- Xurra (Pterocles orientalis orientalis)
- Ganga (Pterocles alchata alchata)

## Columbiformes

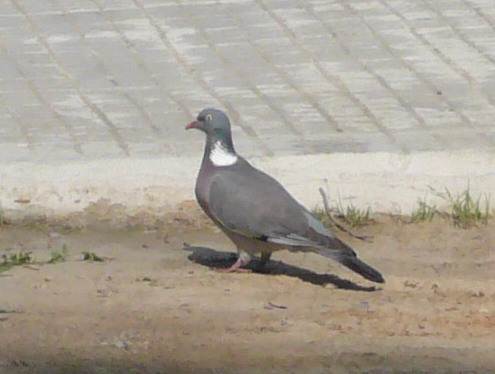
Tudó a la Floresta (Sant Cugat del Vallès).

### Columbidae
- Colom roquer (Columba livia livia)
- Xixella (Columba oenas oenas)
- Tudó (Columba palumbus palumbus)
- Tórtora turca (Streptopelia decaocto decaocto)
- Tórtora (Streptopelia turtur turtur)
- Tórtora rogenca (Streptopelia orientalis ssp.)

## Psittaciformes

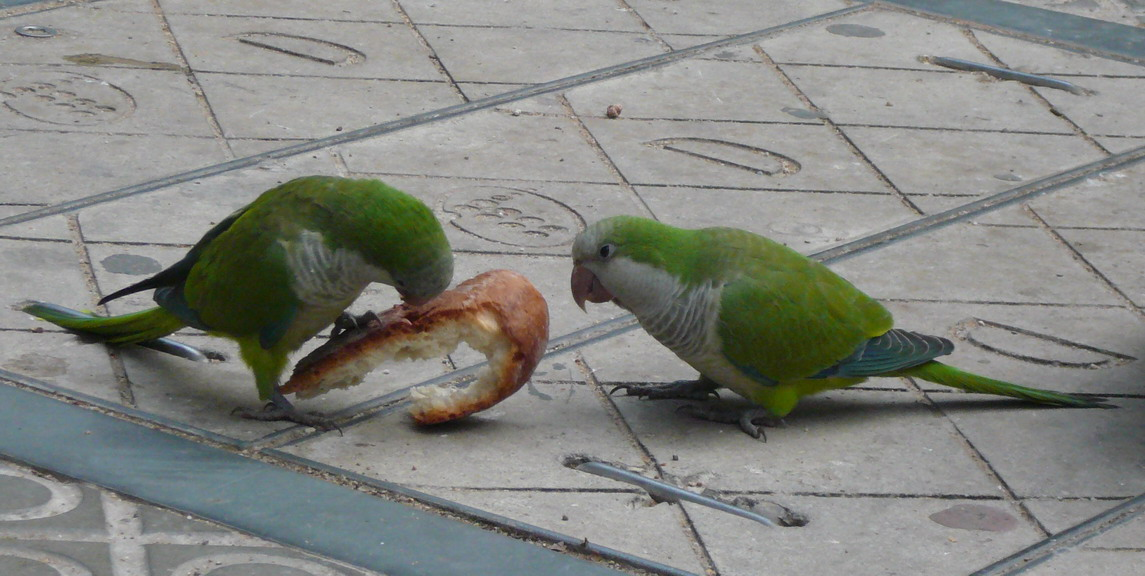
Cotorretes de pit gris a Barcelona

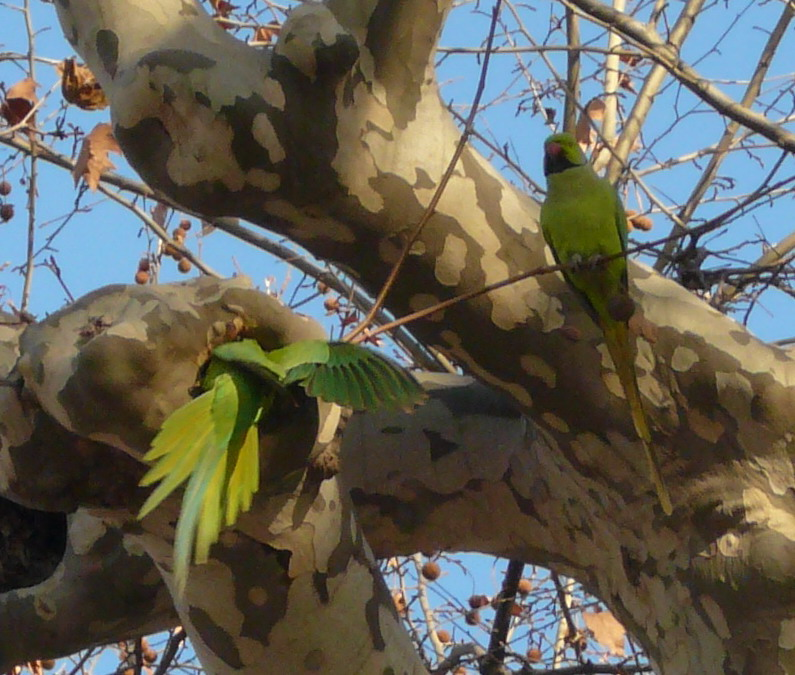
Cotorres de Kramer a la Rambla de Santa Mònica de Barcelona.

### Psittacidae
- Cotorra de Kramer (Psittacula krameri ssp.)
- Cotorreta de pit gris (Myiopsitta monachus monachus)

## Cuculiformes

### Cuculidae
- Cucut reial (Clamator glandarius glandarius)
- Cucut (Cuculus canorus bangsi)
- Cucut (Cuculus canorus canorus)

## Strigiformes

### Tytonidae
- Òliba (Tyto alba alba)
- Òliba (Tyto alba guttata)

### Strigidae
- Xot (Otus scops scops)
- Xot (Otus scops mallorcae)
- Duc (Bubo bubo hispanus)

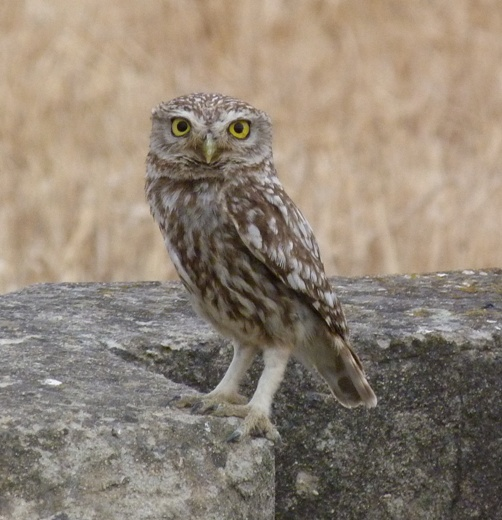
Mussol comú a Tàrrega

- Mussol comú (Athene noctua vidalii)
- Gamarús (Strix aluco sylvatica)
- Mussol banyut (Asio otus otus)
- Mussol emigrant (Asio flammeus flammeus)
- Mussol pirinenc (Aegolius funereus funereus)

## Caprimulgiformes

### Caprimulgidae
- Enganyapastors (Caprimulgus europaeus europaeus)
- Enganyapastors (Caprimulgus europaeus meridionalis)
- Siboc (Caprimulgus ruficollis ruficollis)

## Apodiformes

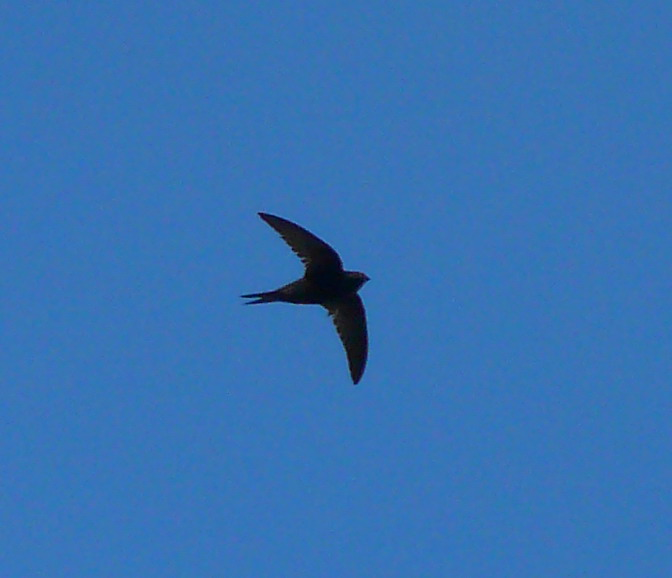
Falciot negre als Prats de Rei (Anoia).

### Apodidae
- Ballester (Apus melba melba)
- Falciot negre (Apus apus apus)
- Falciot pàl·lid (Apus pallidus brehmorum)
- Falciot culblanc comú (Apus affinis ssp.)

## Coraciiformes

### Alcedinidae
- Blauet (Alcedo atthis atthis)
- Blauet (Alcedo atthis ispida)

### Meropidae
- Abellerol gola-roig (Merops persicus ssp.)
- Abellerol (Merops apiaster)

### Coraciidae
- Gaig blau (Coracias garrulus garrulus)

### Upupidae

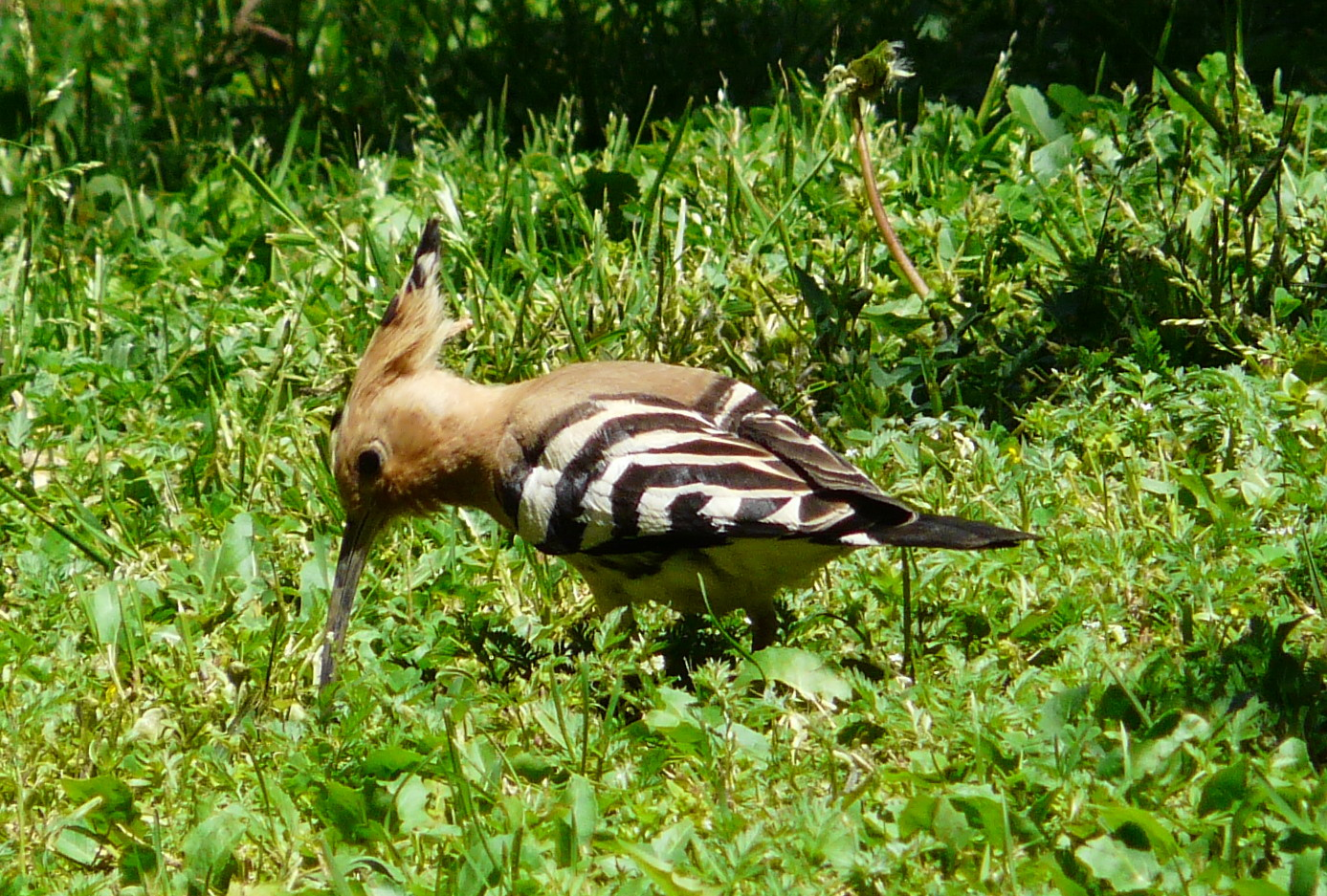
Puput a Sant Feliu de Llobregat (Baix Llobregat)

- Puput (Upupa epops epops)

## Piciformes

### Picidae
- Colltort (Jynx torquilla torquilla)
- Picot verd (Picus viridis sharpei)
- Picot negre (Dryocopus martius martius)
- Picot garser gros (Dendrocopos major hispanus)
- Picot garser mitjà (Dendrocopos medius medius)
- Picot garser petit (Dendrocopos minor buturlini)

## Passeriformes

### Alaudidae

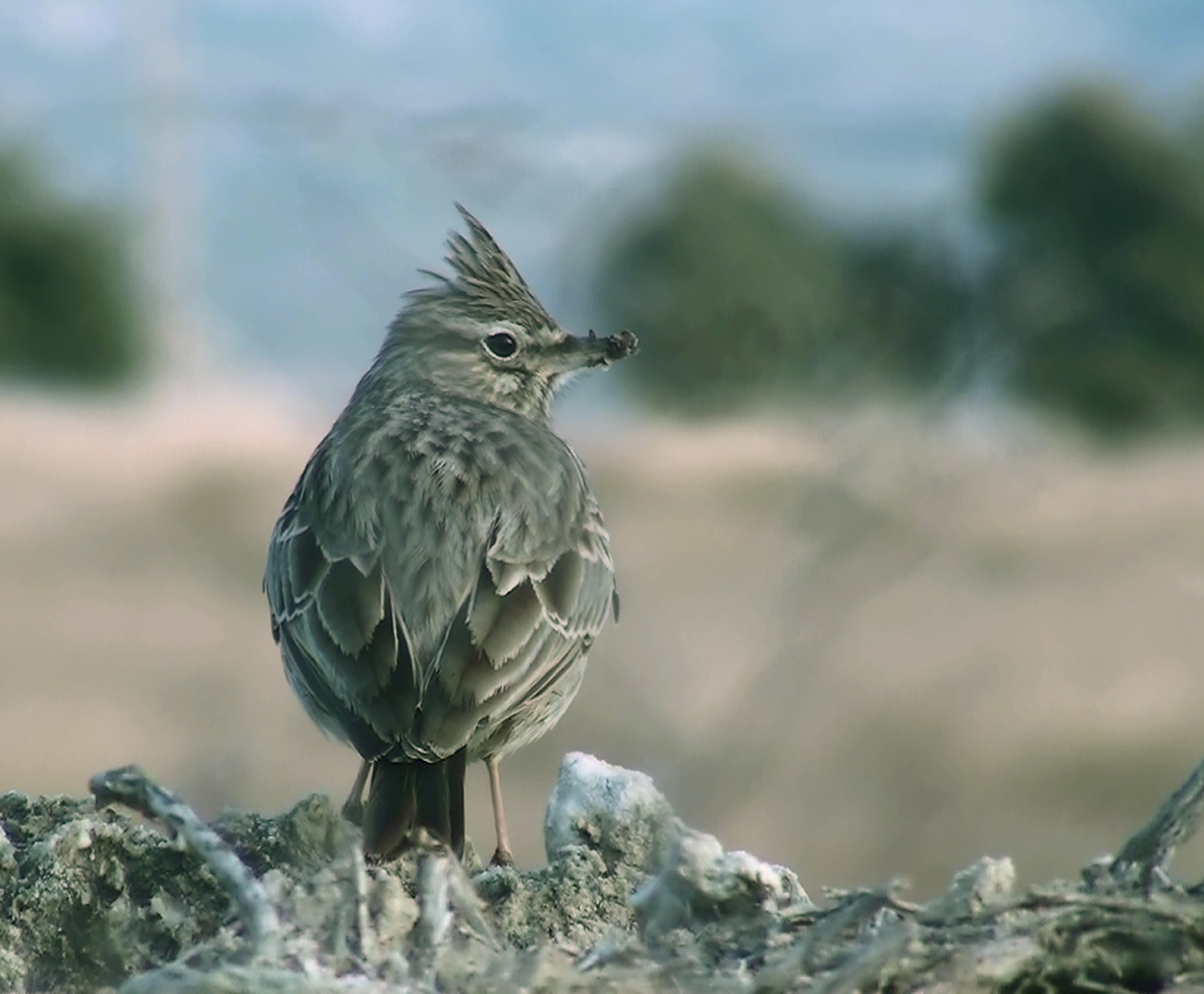
Cogullada fosca a la Serra del Montsec

- Alosa becuda (Chersophilus duponti duponti)
- Calàndria (Melanocorypha calandra calandra)
- Terrerola vulgar (Calandrella brachydactyla brachydactyla)
- Terrerola rogenca (Calandrella rufescens apetzii)
- Cogullada vulgar (Galerida cristata pallida)
- Cogullada fosca (Galerida theklae theklae)
- Cotoliu (Lullula arborea arborea)
- Alosa vulgar (Alauda arvensis arvensis)
- Alosa vulgar (Alauda arvensis cantarella)

### Hirundinidae

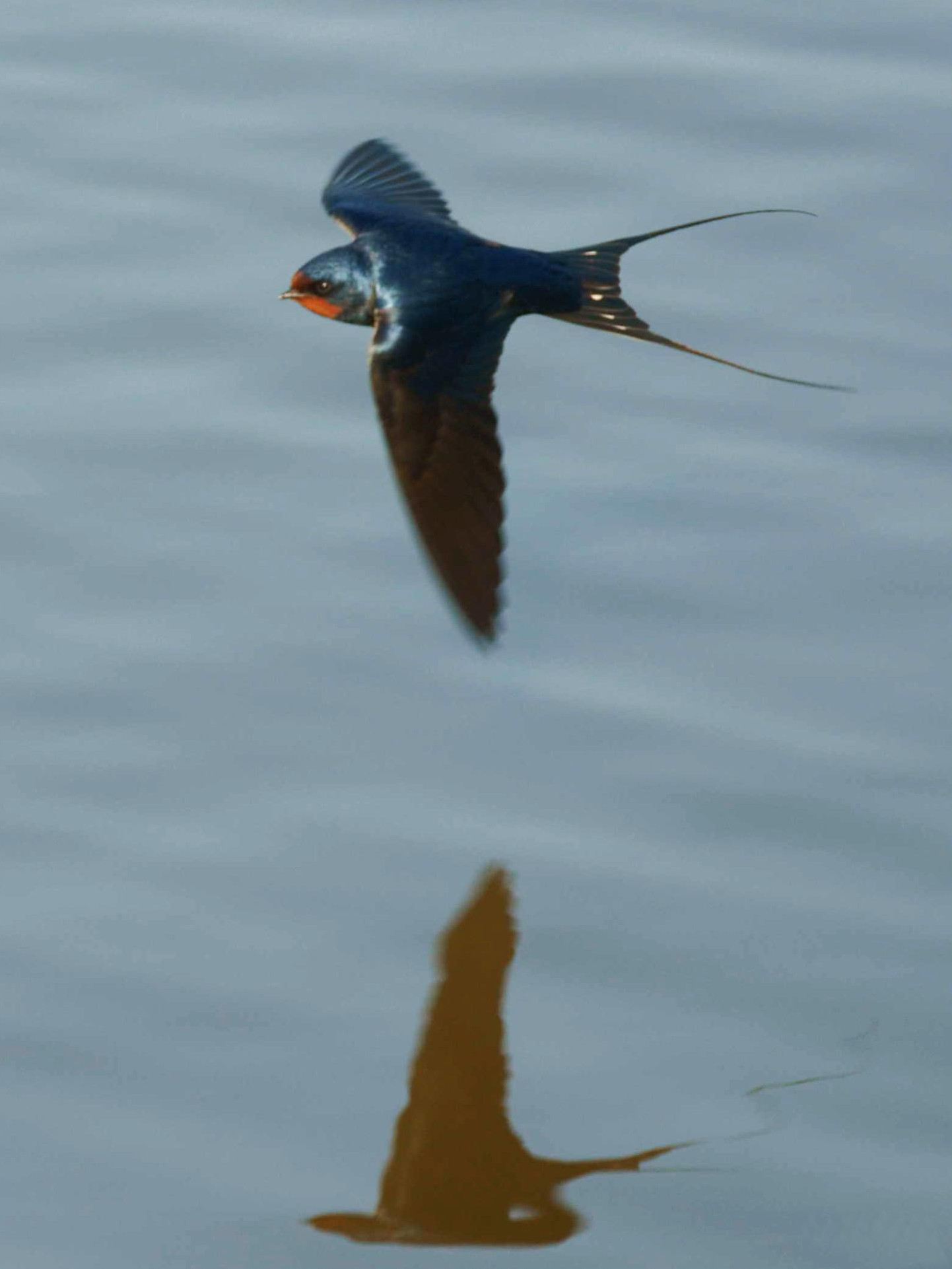
Oreneta (Hirundo rustica) a Barcelona

- Oreneta de ribera (Riparia riparia riparia)
- Roquerol (Ptyonoprogne rupestris)
- Oreneta vulgar (Hirundo rustica rustica)
- Oreneta cua-rogenca (Hirundo daurica rufula)
- Oreneta cuablanca (Delichon urbicum urbicum)

### Motacillidae
- Piula grossa (Anthus richardi)
- Trobat (Anthus campestris)

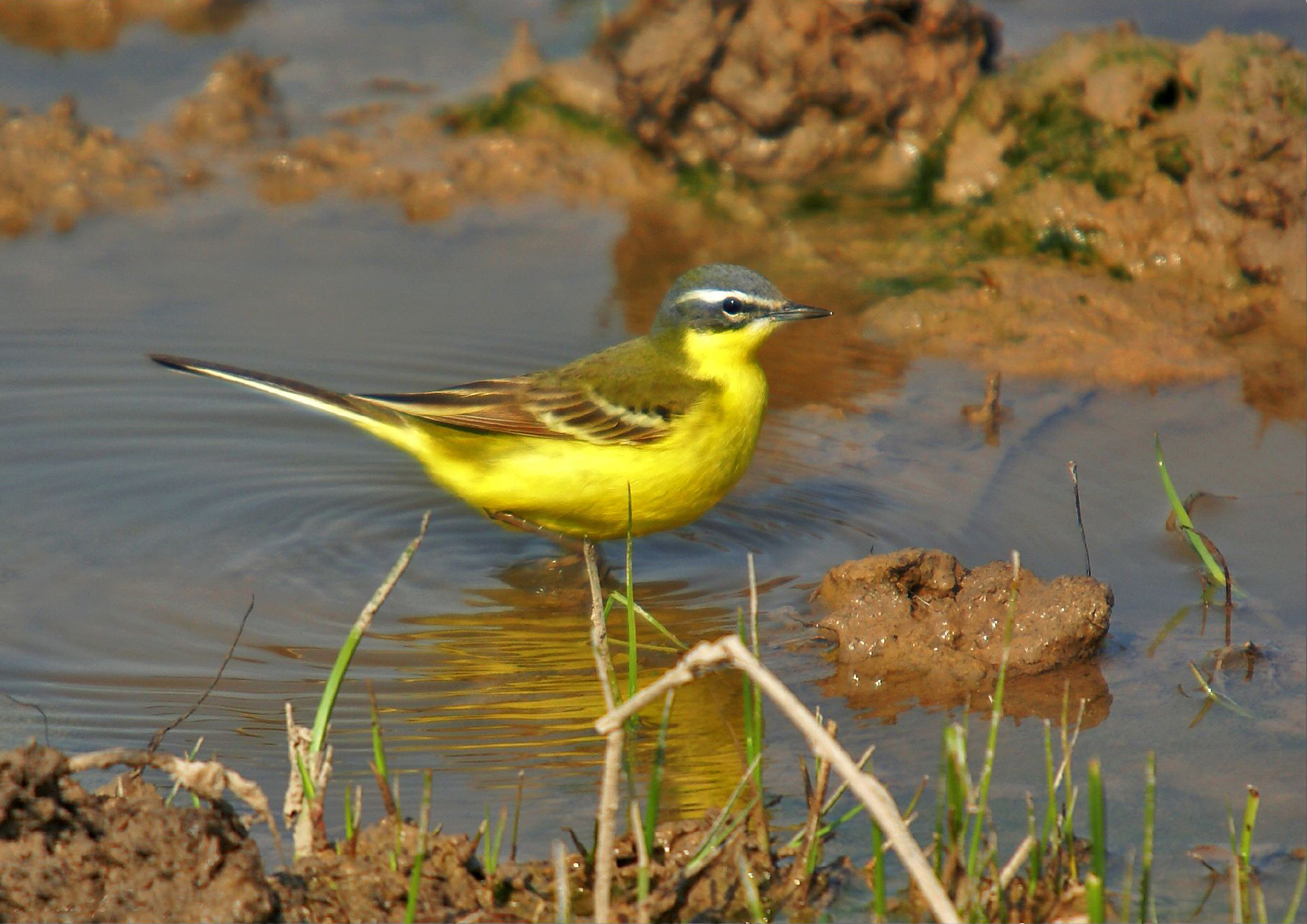
Cuereta groga (Motacilla flava) a l'estany del Remolar, al delta del Llobregat

- Piula dels arbres (Anthus trivialis trivialis)
- Titella (Anthus pratensis)
- Piula gola-roja (Anthus cervinus)
- Grasset de muntanya (Anthus spinoletta spinoletta)
- Grasset de costa (Anthus petrosus ssp.)
- Cuereta groga anglesa (Motacilla flava flavissima)
- Cuereta groga alemanya (Motacilla flava flava)
- Cuereta groga italiana (Motacilla flava cinereocapilla)
- Cuereta groga ibèrica (Motacilla flava iberiae)
- Cuereta groga balcànica (Motacilla flava feldegg)
- Cuereta groga escandinava (Motacilla flava thunbergi)
- Cuereta citrina (Motacilla citreola citreola)
- Cuereta torrentera (Motacilla cinerea cinerea)
- Cuereta blanca vulgar (Motacilla alba alba)
- Cuereta blanca endolada (Motacilla alba yarrellii)

### Bombycillidae
- Ocell sedós (Bombycilla garrulus ssp.)

### Cinclidae
- Merla d'aigua (Cinclus cinclus cinclus)
- Merla d'aigua (Cinclus cinclus aquaticus)

### Troglodytidae
- Cargolet (Troglodytes troglodytes troglodytes)

### Prunellidae
- Pardal de bardissa (Prunella modularis modularis)
- Pardal de bardissa (Prunella modularis mabbotti)
- Cercavores (Prunella collaris collaris)

### Turdidae

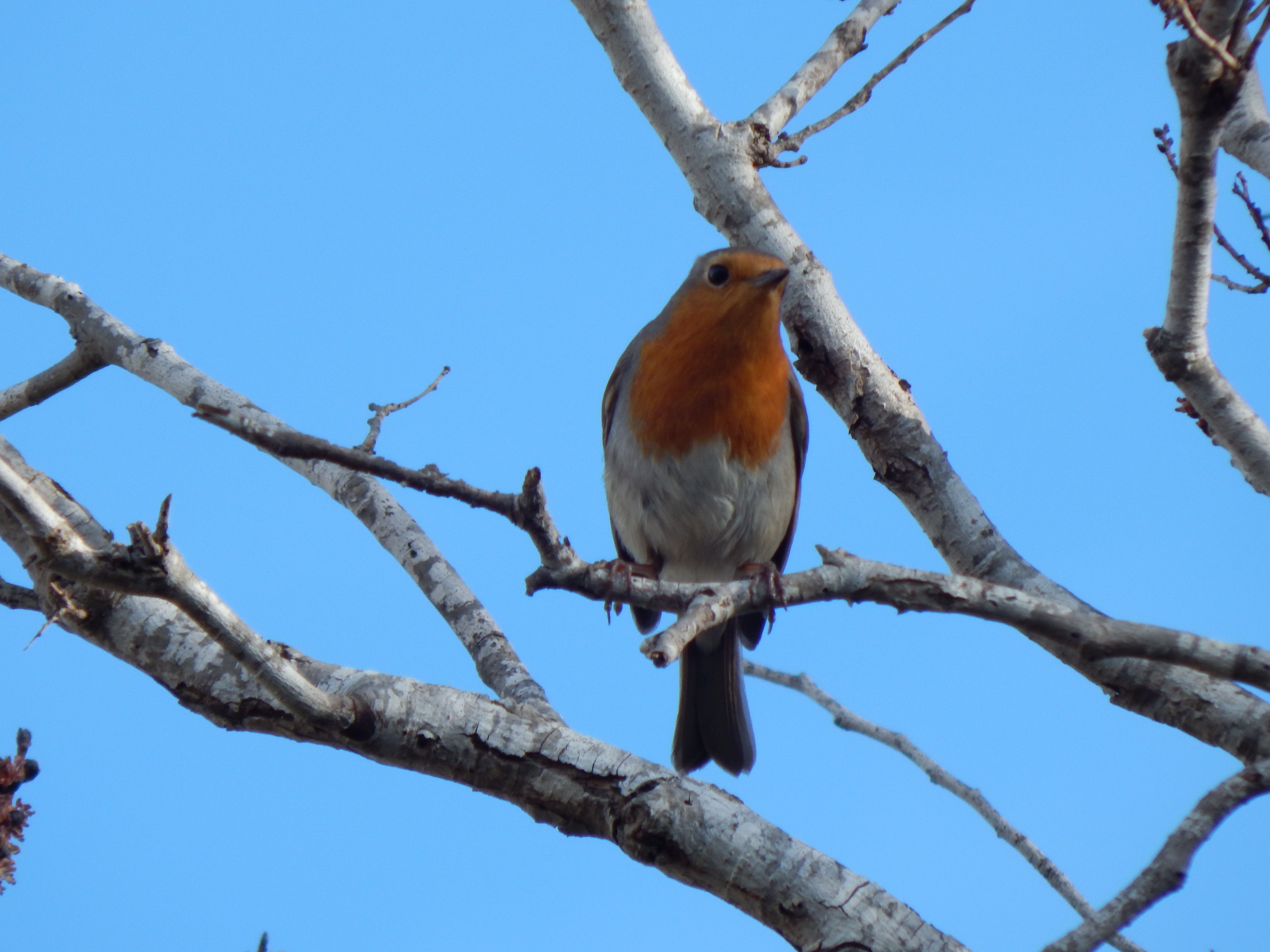
Pit-roig a Godall (Montsià)

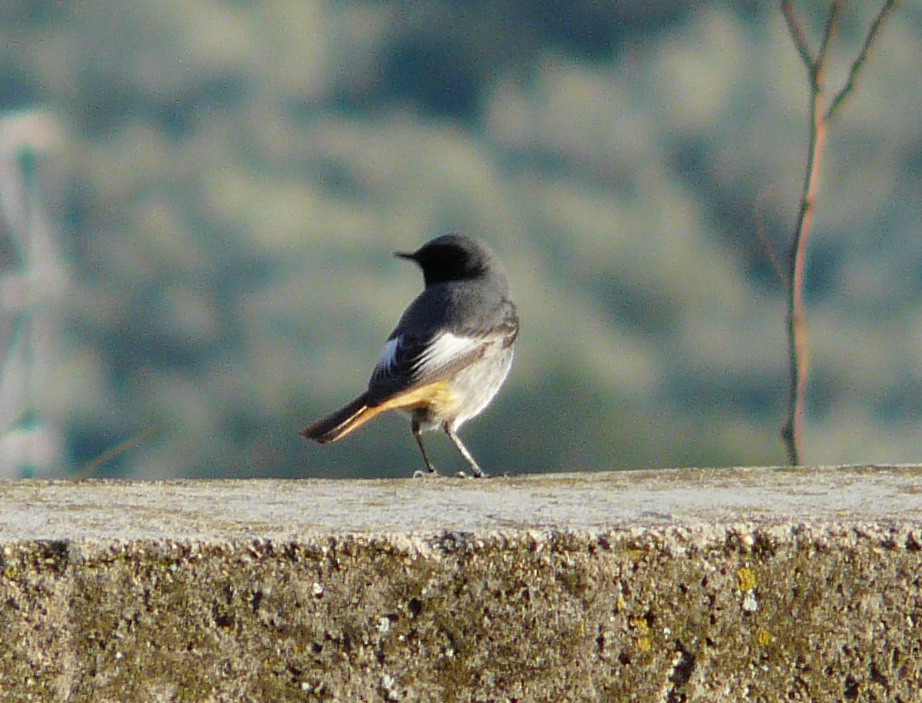
Cotxa fumada a Mas de Barberans (Montsià)

- Pit-roig (Erithacus rubecula rubecula)
- Rossinyol (Luscinia megarhynchos megarhynchos)
- Cotxa blava (Luscinia svecica cyanecula)
- Rossinyol blau siberià (Luscinia cyane ssp.)
- Cotxa cuablava (Tarsiger cyanurus ssp.)
- Cotxa fumada (Phoenicurus ochruros gibraltariensis)
- Cotxa cua-roja (Phoenicurus phoenicurus phoenicurus)
- Cotxa diademada (Phoenicurus moussieri)
- Bitxac rogenc (Saxicola rubetra)
- Bitxac comú (Saxicola torquatus rubicola)
- Bitxac comú (Saxicola torquatus hibernans)
- Bitxac comú siberià (Saxicola torquatus maurus/stejnegeri)
- Còlit gris (Oenanthe oenanthe oenanthe)
- Còlit gris (Oenanthe oenanthe libanotica)
- Còlit ros (Oenanthe hispanica hispanica)
- Còlit del desert (Oenanthe deserti ssp.)
- Còlit negre (Oenanthe leucura leucura)
- Merla roquera (Monticola saxatilis)
- Merla blava (Monticola solitarius solitarius)
- Merla de pit blanc (Turdus torquatus torquatus)
- Merla de pit blanc (Turdus torquatus alpestris)
- Merla (Turdus merula merula)
- Tord golanegre (Turdus ruficollis atrogularis)
- Griva cerdana (Turdus pilaris)
- Tord comú (Turdus philomelos philomelos)
- Tord ala-roig (Turdus iliacus iliacus)
- Griva (Turdus viscivorus viscivorus)

### Sylviidae

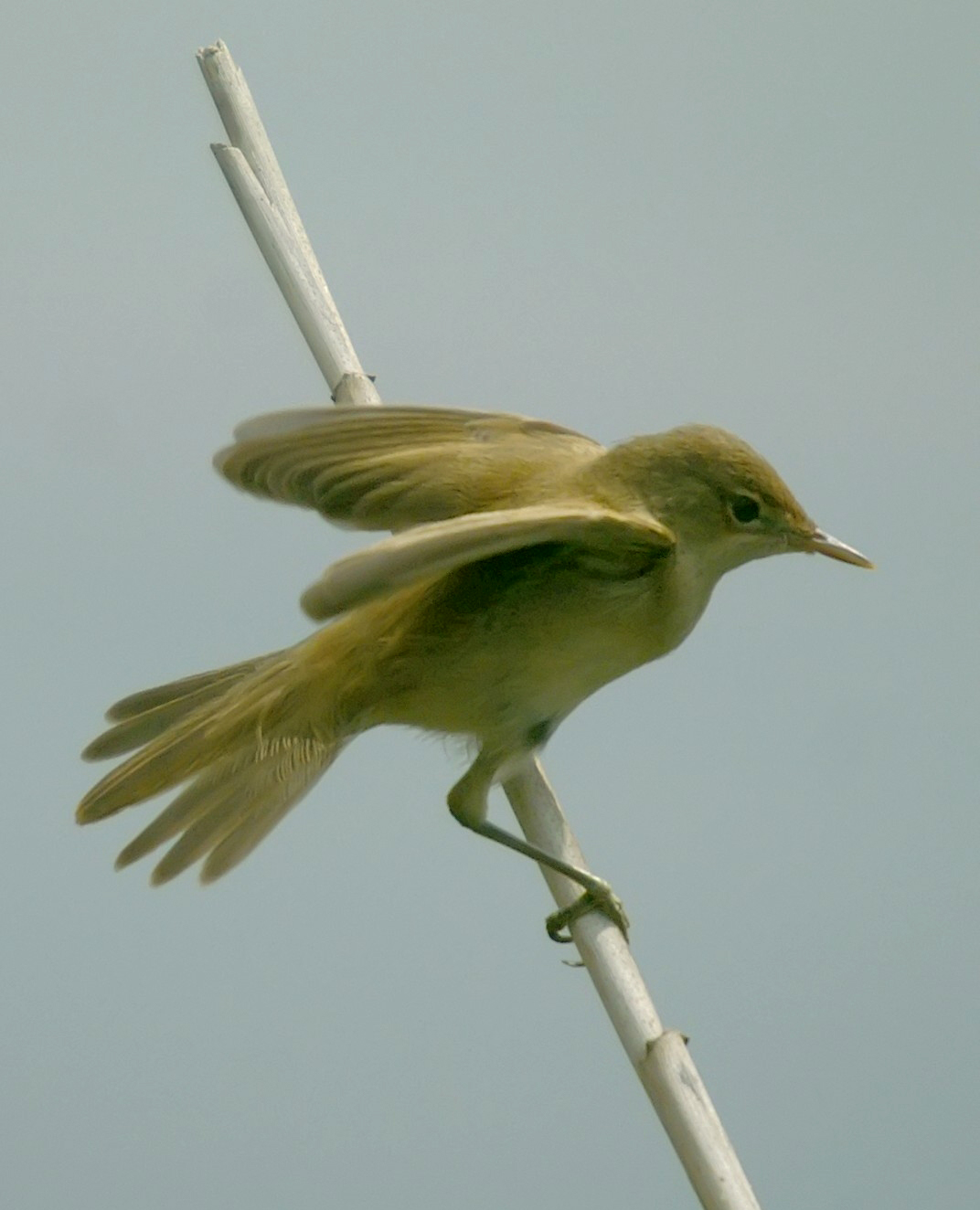
Boscarla de canyar (Acrocephalus scirpaceus) als Aiguamolls de l'Empordà

- Rossinyol bord (Cettia cetti cetti)
- Trist (Cisticola juncidis cisticola)
- Boscaler pintat gros (Locustella naevia naevia)
- Boscaler comú (Locustella luscinioides luscinioides)
- Boscarla mostatxuda (Acrocephalus melanopogon melanopogon)
- Boscarla d'aigua (Acrocephalus paludicola)
- Boscarla dels joncs (Acrocephalus schoenobaenus)
- Boscarla de canyar (Acrocephalus scirpaceus scirpaceus)
- Boscarla menjamosquits (Acrocephalus palustris)
- Boscarla dels arrossars (Acrocephalus agricola ssp.)
- Balquer (Acrocephalus arundinaceus arundinaceus)
- Bosqueta pàl·lida occidental (Hippolais opaca)
- Bosqueta icterina (Hippolais icterina)
- Bosqueta vulgar (Hippolais polyglotta)
- Tallarol de casquet (Sylvia atricapilla atricapilla)
- Tallarol de casquet (Sylvia atricapilla heineken)
- Tallarol gros (Sylvia borin borin)
- Tallarol xerraire (Sylvia curruca curruca)
- Tallarol emmascarat (Sylvia hortensis)
- Tallareta vulgar (Sylvia communis communis)

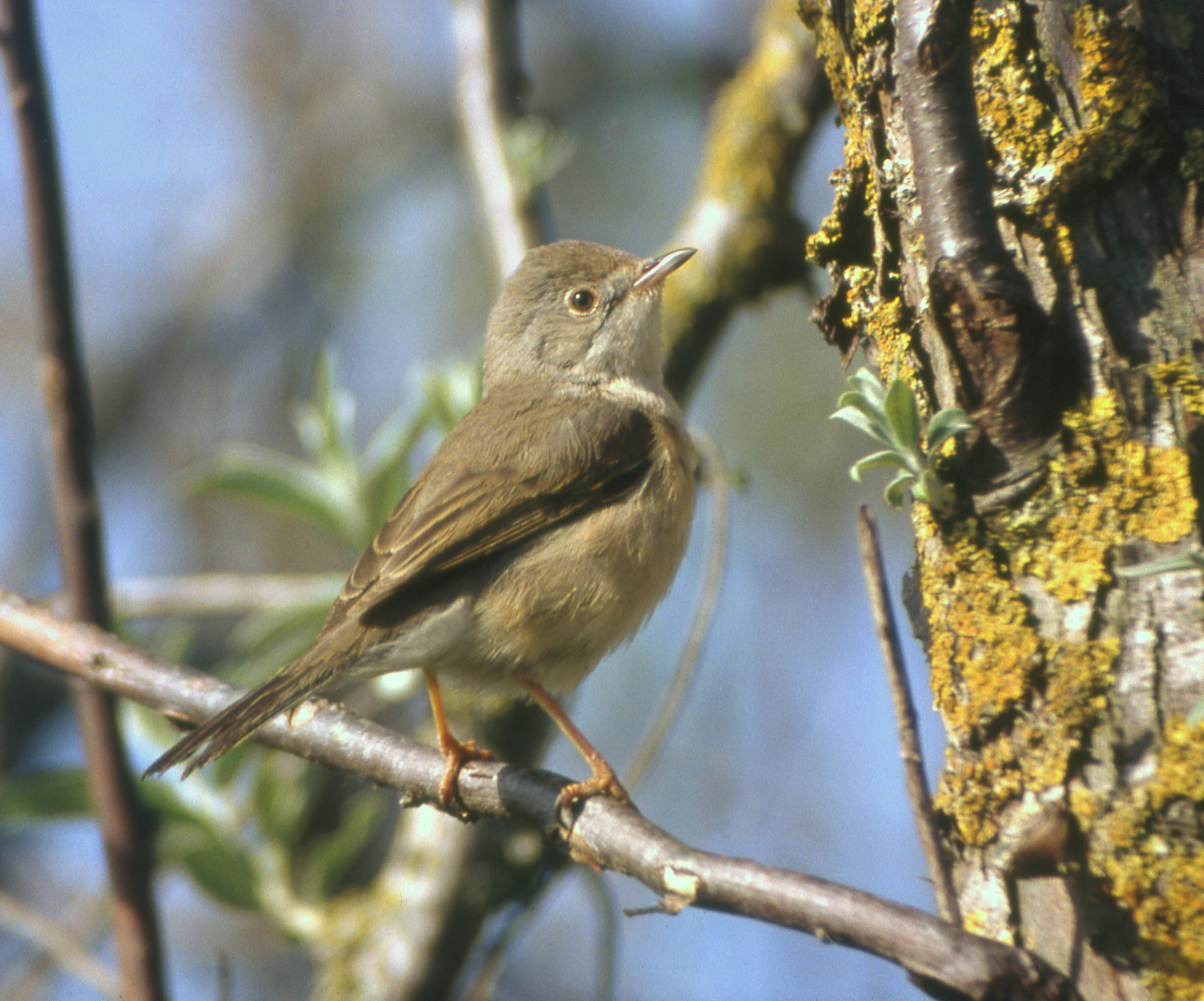
Tallarol de garriga (Sylvia cantillans) als Aiguamolls de l'Empordà

- Tallarol trencamates (Sylvia conspicillata conspicillata)
- Tallareta cuallarga (Sylvia undata undata)
- Tallareta sarda (Sylvia sarda)
- Tallarol de garriga (Sylvia cantillans cantillans)
- Tallarol de garriga (Sylvia cantillans moltonii)
- Tallarol capnegre (Sylvia melanocephala melanocephala)
- Mosquiter verdós (Phylloscopus trochiloides ssp.)
- Mosquiter reietó (Phylloscopus proregulus)
- Mosquiter de doble ratlla (Phylloscopus inornatus)
- Mosquiter fosc (Phylloscopus fuscatus ssp.)
- Mosquiter pàl·lid (Phylloscopus bonelli)
- Mosquiter xiulaire (Phylloscopus sibilatrix)
- Mosquiter ibèric (Phylloscopus ibericus)
- Mosquiter comú (Phylloscopus collybita collybita)
- Mosquiter comú (Phylloscopus collybita abietinus)
- Mosquiter comú siberià (Phylloscopus collybita tristis)
- Mosquiter de passa (Phylloscopus trochilus trochilus)
- Mosquiter de passa (Phylloscopus trochilus acredula)
- Reietó (Regulus regulus regulus)
- Bruel (Regulus ignicapilla ignicapilla)

### Muscicapidae
- Papamosques gris (Muscicapa striata striata)
- Papamosques gris balear (Muscicapa striata balearica)
- Papamosques menut (Ficedula parva)
- Papamosques de collar (Ficedula albicollis)
- Mastegatatxes (Ficedula hypoleuca hypoleuca)
- Mastegatatxes (Ficedula hypoleuca iberiae)

### Timaliidae
- Mallerenga de bigotis (Panurus biarmicus biarmicus)
- Rossinyol del Japó (Leiothrix lutea ssp.)

### Aegithalidae
- Mallerenga cuallarga (Aegithalos caudatus taiti)

### Paridae

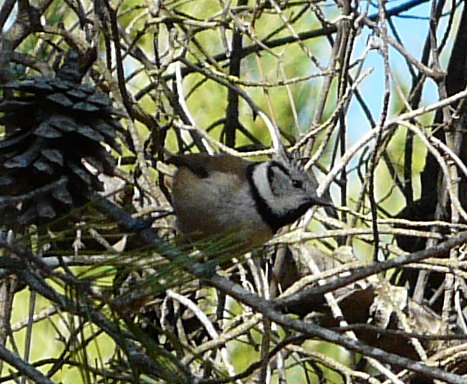
Mallerenga emplomallada a la serra de Collserola

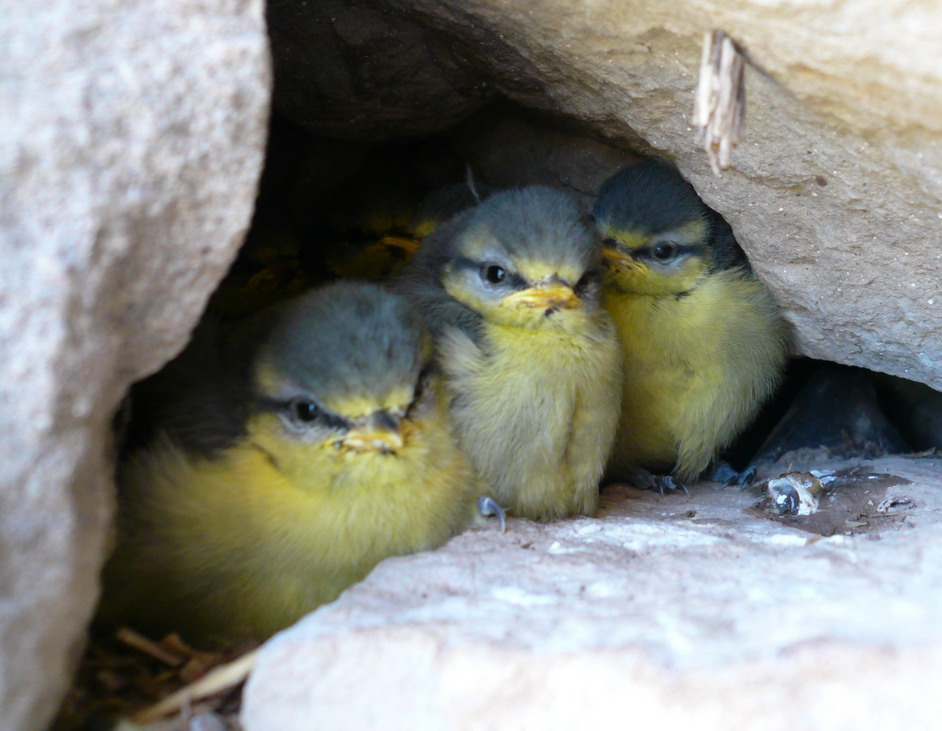
Polls de mallerenga blava al niu, a Olost.

- Mallerenga d'aigua (Parus palustris palustris)
- Mallerenga emplomallada (Parus cristatus mitratus)
- Mallerenga petita (Parus ater abietum)
- Mallerenga blava (Parus caeruleus caeruleus)
- Mallerenga carbonera (Parus major major)

### Sittidae
- Pica-soques blau (Sitta europaea caesia)
- Pica-soques blau (Sitta europaea hispaniensis)

### Tichodromadidae
- Pela-roques (Tichodroma muraria muraria)

### Certhiidae
- Raspinell pirinenc (Certhia familiaris macrodactyla)
- Raspinell comú (Certhia brachydactyla brachydactyla)

### Remizidae
- Teixidor (Remiz pendulinus pendulinus)

### Oriolidae
- Oriol (Oriolus oriolus oriolus)

### Laniidae

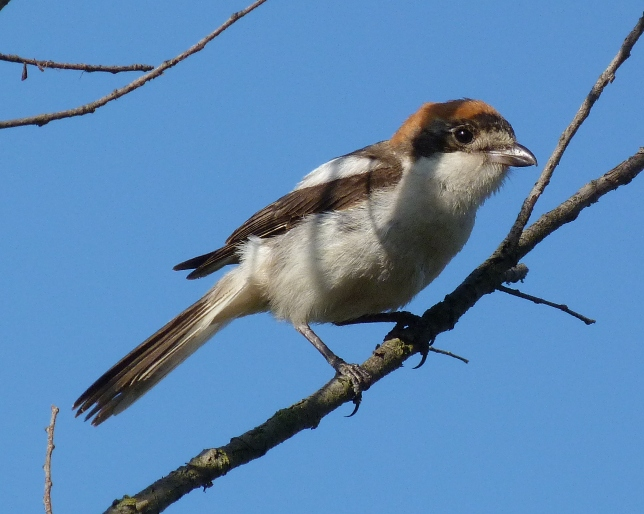
Capsigrany a Tàrrega

- Escorxador (Lanius collurio collurio)
- Trenca (Lanius minor)
- Botxí meridional (Lanius meridionalis meridionalis)
- Capsigrany (Lanius senator rutilans)
- Capsigrany balear (Lanius senator badius)
- Capsigrany (Lanius senator senator)

### Corvidae
- Gaig (Garrulus glandarius glandarius)
- Gaig (Garrulus glandarius fasciatus)
- Garsa (Pica pica melanotos)
- Trencanous (Nucifraga caryocatactes ssp.)
- Gralla de bec groc (Pyrrhocorax graculus graculus)
- Gralla de bec vermell (Pyrrhocorax pyrrhocorax erythroramphos)
- Gralla (Corvus monedula spermologus)
- Cornella negra (Corvus corone corone)
- Cornella emmantellada (Corvus corone cornix)

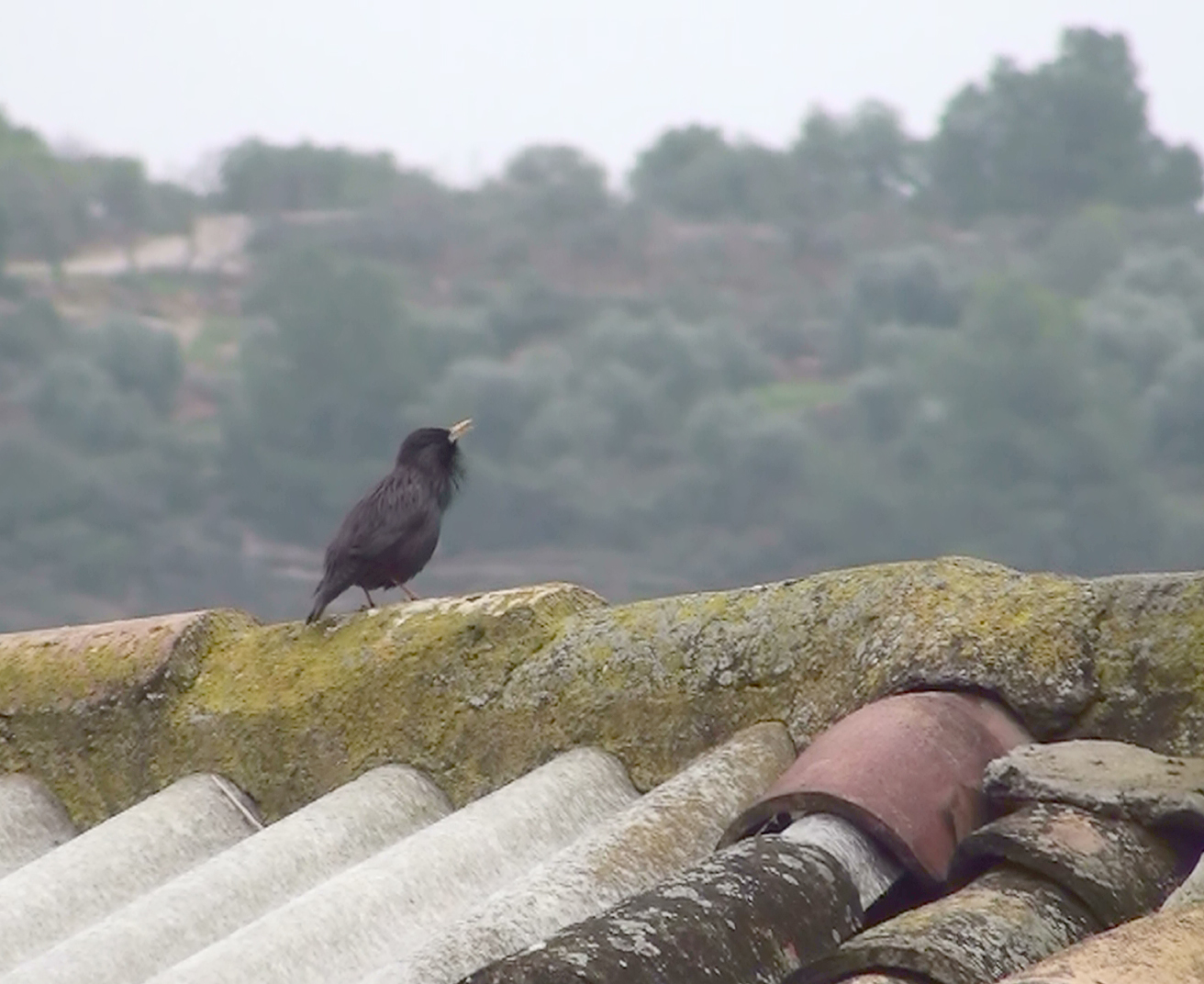
Estornell negre (Sturnus unicolor) cantant sobre una teulada a les Garrigues

- Corb (Corvus corax corax)
- Corb (Corvus corax hispanus)

### Sturnidae
- Estornell vulgar (Sturnus vulgaris vulgaris)
- Estornell negre (Sturnus unicolor)
- Estornell rosat (Sturnus roseus)

### Passeridae

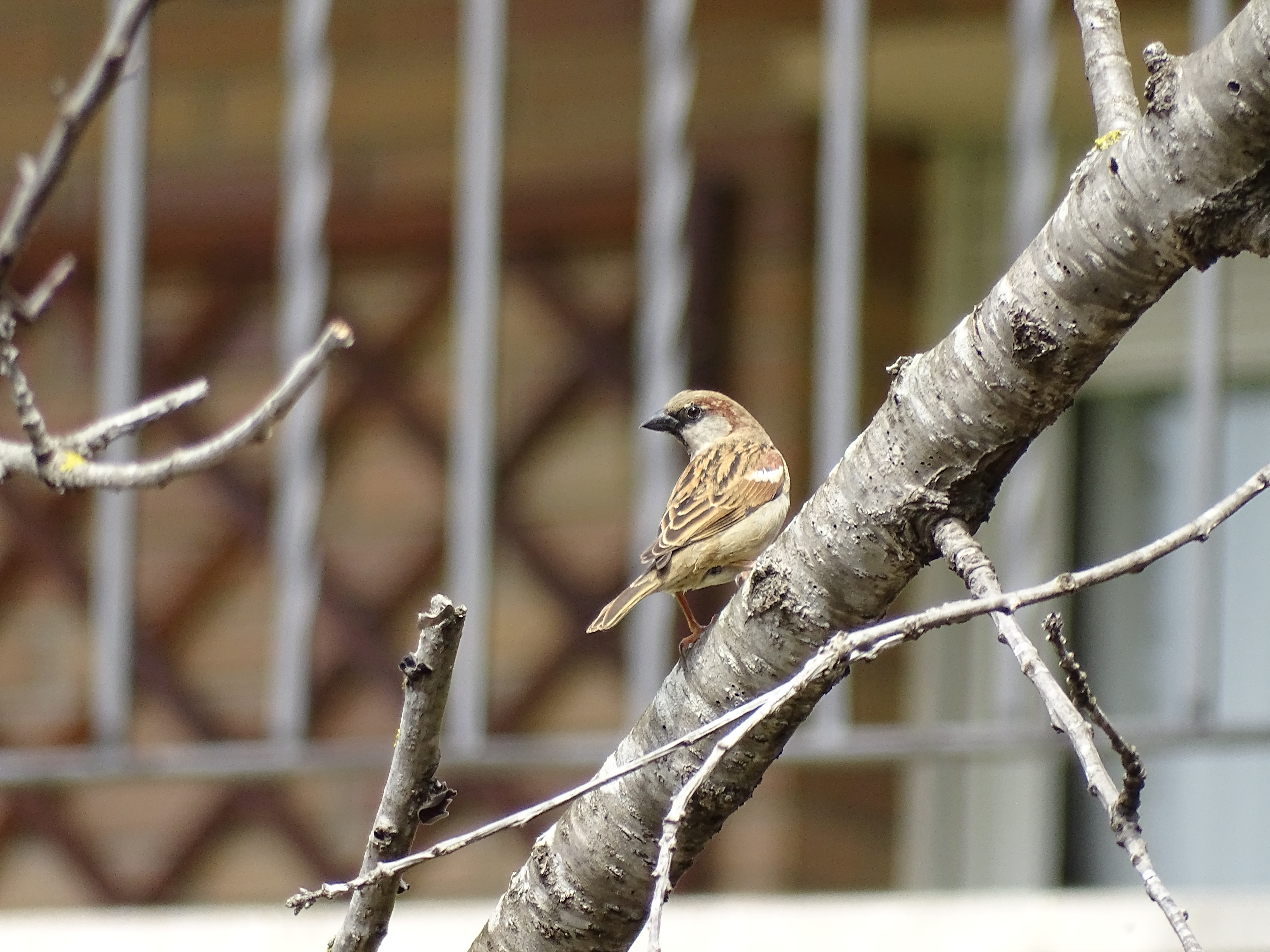
Pardal comú al Garraf.

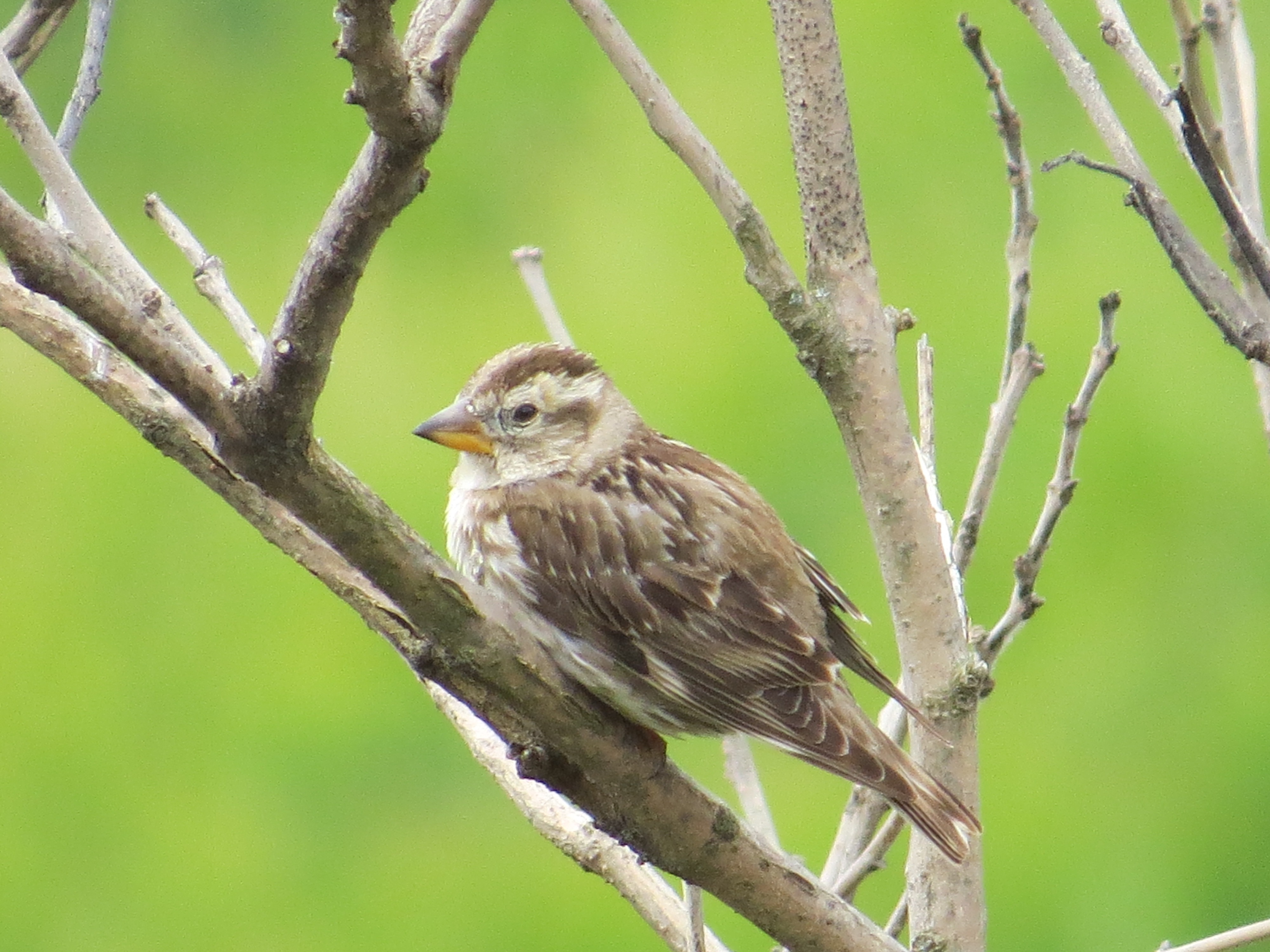
Pardal roquer (Petronia petronia) al monestir de les Avellanes

- Pardal comú (Passer domesticus balearoibericus)
- Pardal xarrec (Passer montanus montanus)
- Pardal roquer (Petronia petronia petronia)
- Pardal d'ala blanca (Montifringilla nivalis nivalis)

### Estrildidae

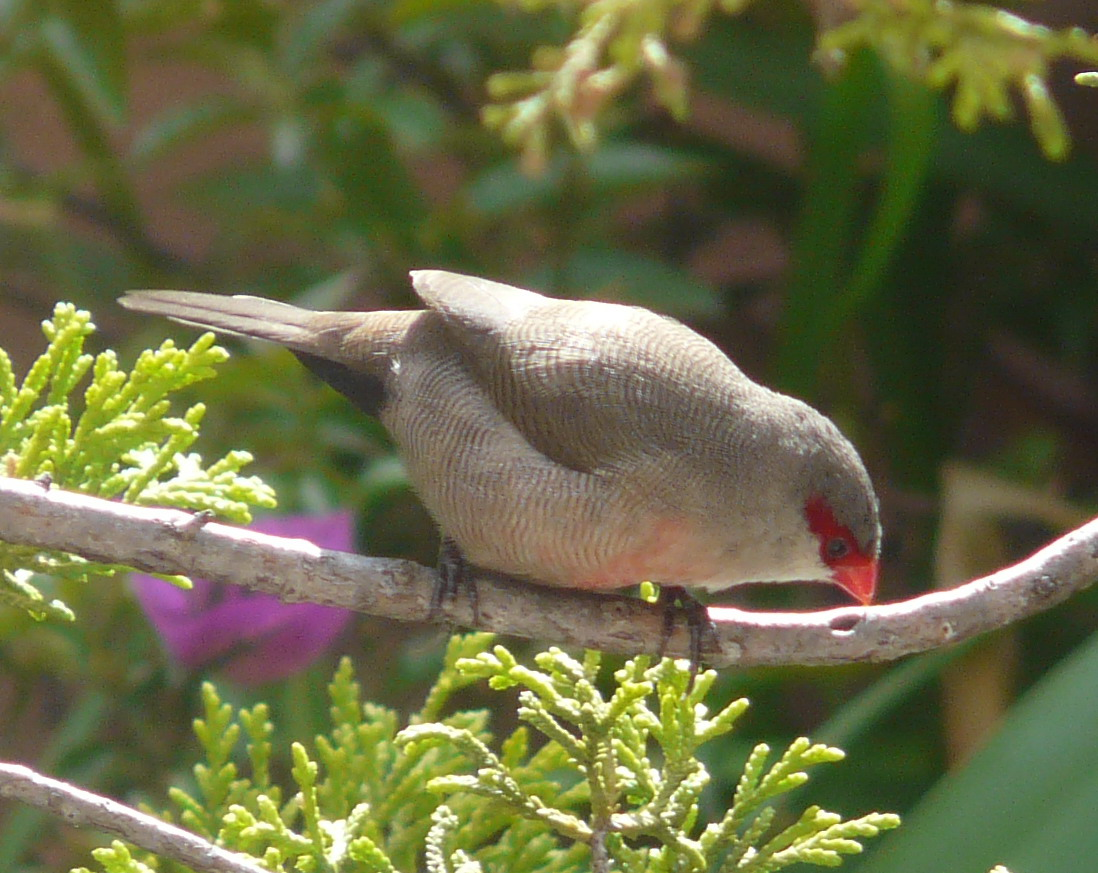
Bec de corall senegalès al barri de Sant Gervasi de Barcelona.

- Bec de corall senegalès (Estrilda astrild ssp.)

### Vireonidae
- Viri d'ull vermell (Vireo olivaceus olivaceus)

### Fringillidae
- Pinsà comú (Fringilla coelebs coelebs)
- Pinsà comú (Fringilla coelebs balearica)
- Pinsà mec (Fringilla montifringilla)
- Gafarró (Serinus serinus)
- Llucareta (Serinus citrinella)
- Verdum (Carduelis chloris chloris)
- Verdum (Carduelis chloris aurantiiventris)
- Cadernera (Carduelis carduelis parva)
- Cadernera (Carduelis carduelis carduelis)
- Lluer (Carduelis spinus)
- Passerell comú (Carduelis cannabina cannabina)
- Passerell comú (Carduelis cannabina mediterranea)
- Trencapinyes comú (Loxia curvirostra curvirostra)
- Pinsà trompeter (Bucanetes githagineus zedlitzi)
- Pinsà carminat (Carpodacus erythrinus ssp.)
- Pinsà borroner (Pyrrhula pyrrhula iberiae)
- Pinsà borroner (Pyrrhula pyrrhula pyrrhula)
- Durbec (Coccothraustes coccothraustes coccothraustes)

### Emberizidae
- Sit blanc (Plectrophenax nivalis ssp.)
- Sit capblanc (Emberiza leucocephalos ssp.)
- Verderola (Emberiza citrinella citrinella)
- Gratapalles (Emberiza cirlus)
- Sit negre (Emberiza cia cia)
- Hortolà (Emberiza hortulana)
- Repicatalons petit (Emberiza pusilla)
- Repicatalons (Emberiza schoeniclus schoeniclus)
- Repicatalons (Emberiza schoeniclus witherbyi)
- Sit capnegre (Emberiza melanocephala)
- Cruixidell (Emberiza calandra calandr

- Ocells del paradís